# 竹島問題

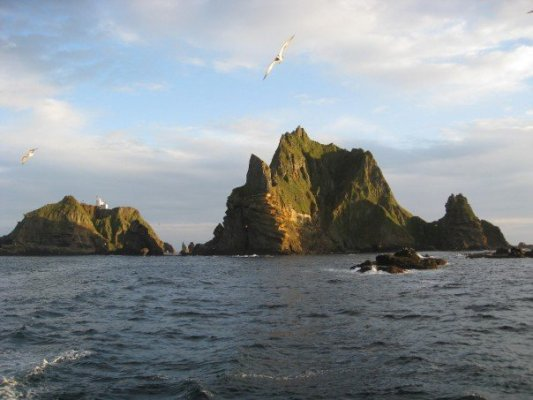
竹島（韓国名:独島）
----
女島（東島、写真左）と男島（西島、写真右）の2つの島、および37の岩から成る。

竹島問題（たけしまもんだい）とは、 日本領隠岐諸島と韓国領鬱陵島との間に位置する島嶼（日本名：竹島、韓国名：独島）をめぐる日韓両国間の国際紛争・国境紛争である。竹島が日本の領土であることを主張する日本国政府は同島の領有権をめぐる紛争の存在を認めているのに対して、韓国の領土であることを主張する韓国政府は同島をめぐる領有権紛争は存在していないとの立場をとっている。この点について専門家の間では、日本の領土であるとする論者だけでなく韓国の領土であるとする論者も、竹島の領有権をめぐる日韓両国間の紛争が存在するとしている。

## 概要
第二次世界大戦後、日本の領域は1952年発効のサンフランシスコ平和条約により定められた。これに先立ち、同条約の発効によってマッカーサー・ラインが無効化されることを見越した韓国の李承晩大統領は李承晩ラインを設定し、竹島を韓国領として韓国側水域に含めた。その後、1965年に締結された日韓基本条約で李承晩ラインは廃止されるが、現在に至るまで韓国は竹島の実効支配を継続している。日本側は毎年韓国に「不法な支配である」との口上書を提出し、また国際司法裁判所での司法解決の提案をしているが、韓国側はこれを拒否している。
竹島（韓国名：独島）は、現在も日本・韓国双方が「歴史的にも国際法的にも自国の領土である」と主張し、北朝鮮も韓国の主張を支持している。日本は戦後一貫して韓国に対し抗議しているが、韓国は「日本との間に領土問題は存在しない」という立場を崩していない。
日本の行政区画では「島根県 隠岐郡 隠岐の島町」、韓国での行政区画では「慶尚北道 鬱陵郡 鬱陵邑 独島里」とされている。

## 双方の主張
外務省ホームページなどによれば、日韓双方の主張の相違点の概略は以下の通りである。
| 両国の主張・論点           | 日本側の主張                                                                        | 韓国側の主張                                                                                     |
| -------------------------- | ----------------------------------------------------------------------------------- | ------------------------------------------------------------------------------------------------ |
| 1.歴史的事実               | 1650年代、伯耆国大谷・村川家が松島（旧名）を江戸幕府から拝領し経営している。        | 15 - 16世紀の文献に「于山島」「三峰島」と記述されている。                                        |
| 2.1905年の竹島編入の有効性 | 1905年2月、閣議決定および島根県告示により領有意思を再確認した。                     | 決定自体、それまで日本領土とみなしていなかった証拠である。                                       |
| 3.第二次世界大戦後の扱い   | 1951年のサンフランシスコ平和条約以前の措置（GHQ覚書）は日本領土の最終決定ではない。 | 1946年1月、連合国軍総司令部（GHQ）の覚書により、小笠原諸島などとともに日本領から分離されている。 |

### 日本の主張の概略
詳細は争点の項を参照
日本側の主張によれば、現在の竹島は江戸時代には既に日本人によって幕府公認の下で鬱陵島に渡る際の航行の目標及び船がかり（停泊地）やアシカやアワビなどの漁猟として利用されていた。その後、明治政府は1905年1月の閣議決定で無主地であった現在の竹島を島根県隠岐島司の所管としたとしている。
韓国側が領有の根拠としている古文献や古地図に登場する「于山島」については、これが現在の竹島だとする主張は事実にそぐわず、根拠がないとしている。他方、日本側が現在の竹島の存在を古くから認知していたことは数多くの文献や地図から確認できるとしている（詳しくは于山島を参照）。
また、1952年に韓国が設定した李承晩ラインは一方的なものであり、加えて、その後李承晩ラインが日韓基本条約によって廃止されたにもかかわらず韓国が警備隊を常駐させ竹島を占領し続けていることに国際法上何ら根拠がないと主張している。また、日本側が平和的解決を求め国際司法裁判所に付託することを何度も韓国側へ提案するも応じていないことも問題視している。
日本の江戸時代の松島（現在の竹島）を示す地図
- 日本では、江戸期に現在の竹島を「松島」、鬱陵島を「竹島」と呼んでいた。（「嶋」・「嶌」は「島」に同じ）

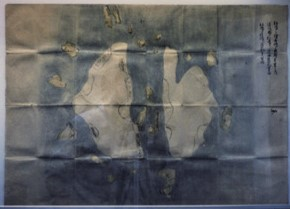
『松嶋絵図』（1656年頃）
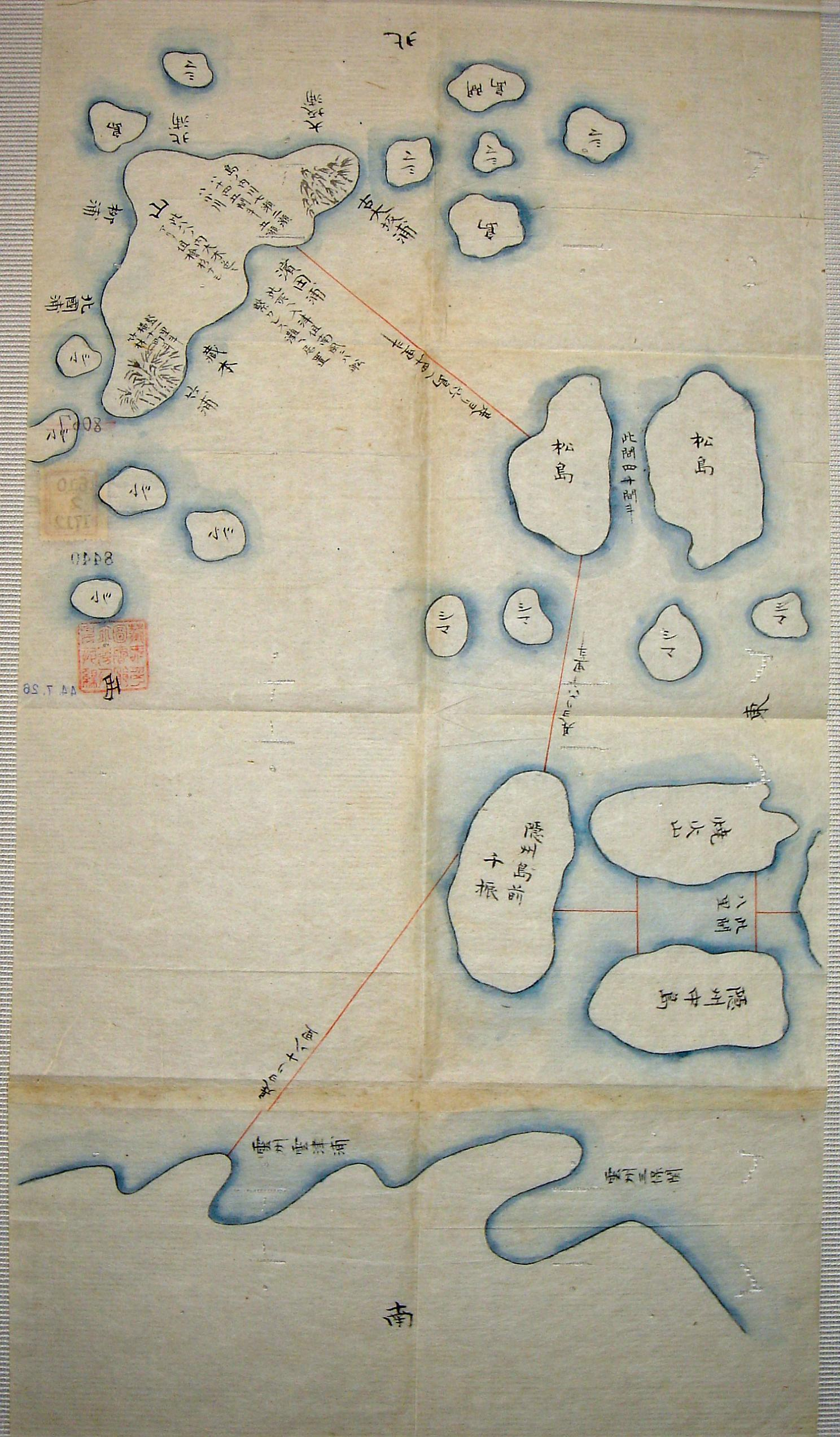
『竹嶋之図』（1724年） 鳥取藩作成
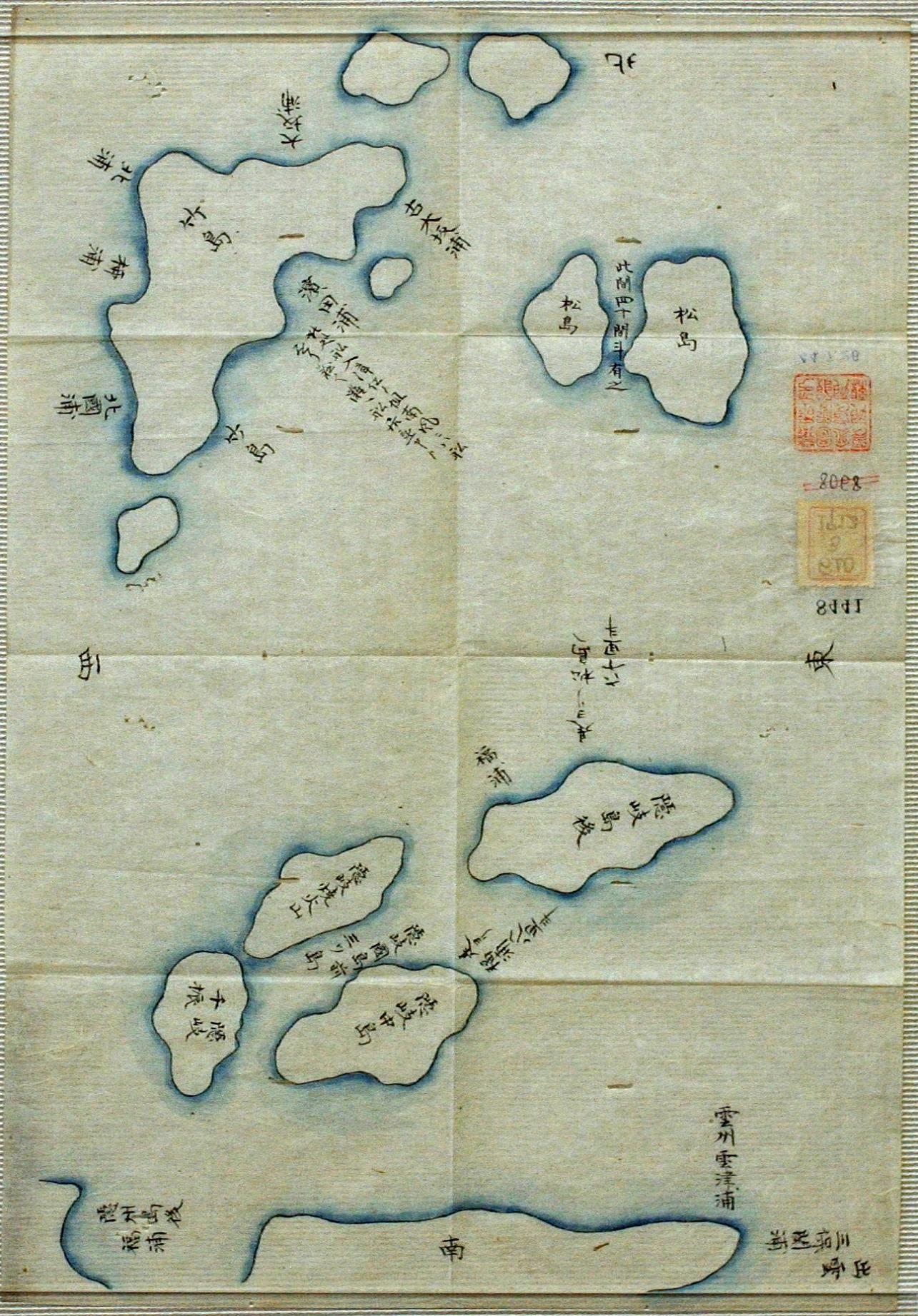
『竹嶋之図』（1724年） 鳥取藩作成
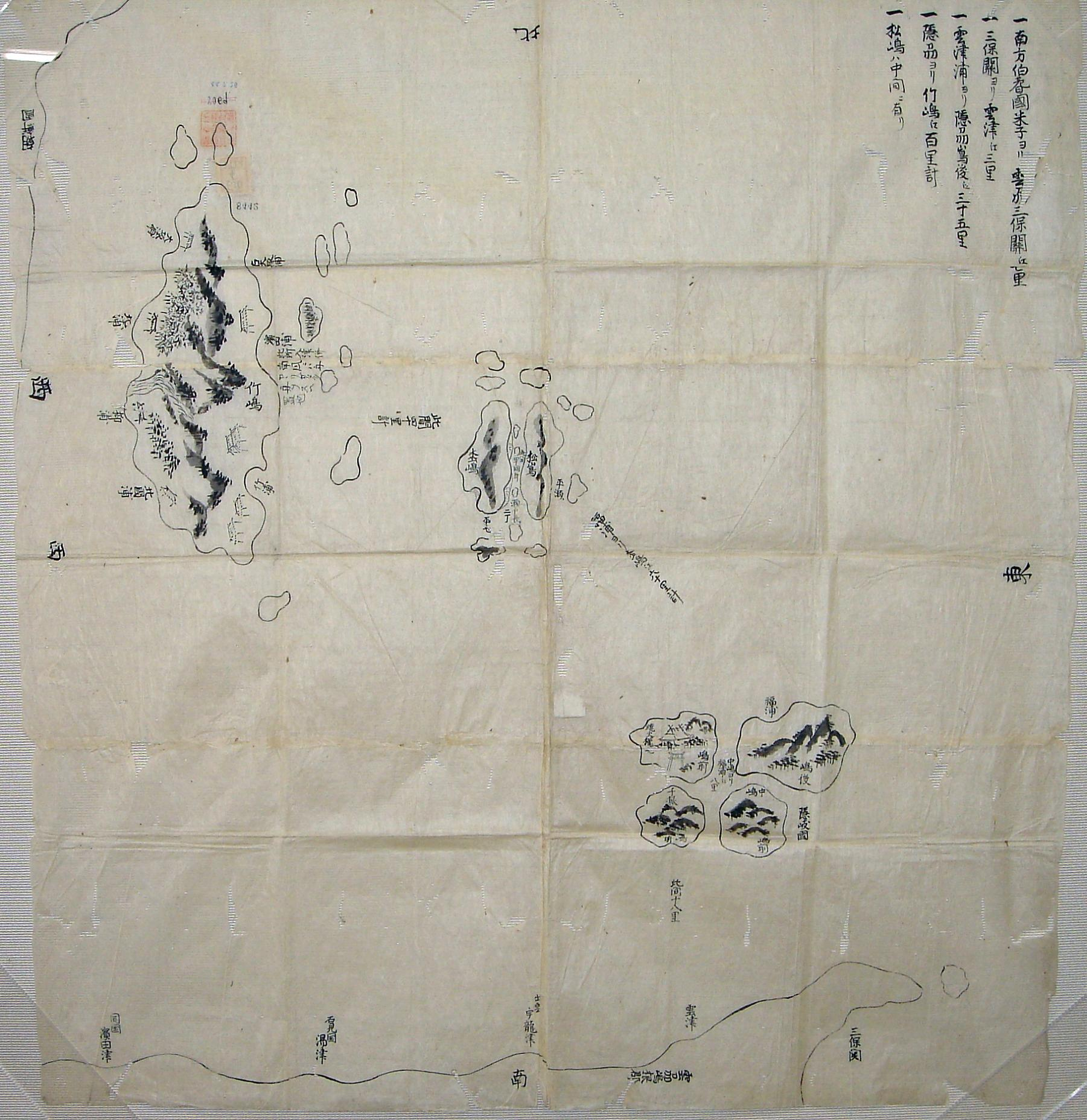
『竹嶋之図』（1724年） 鳥取藩作成
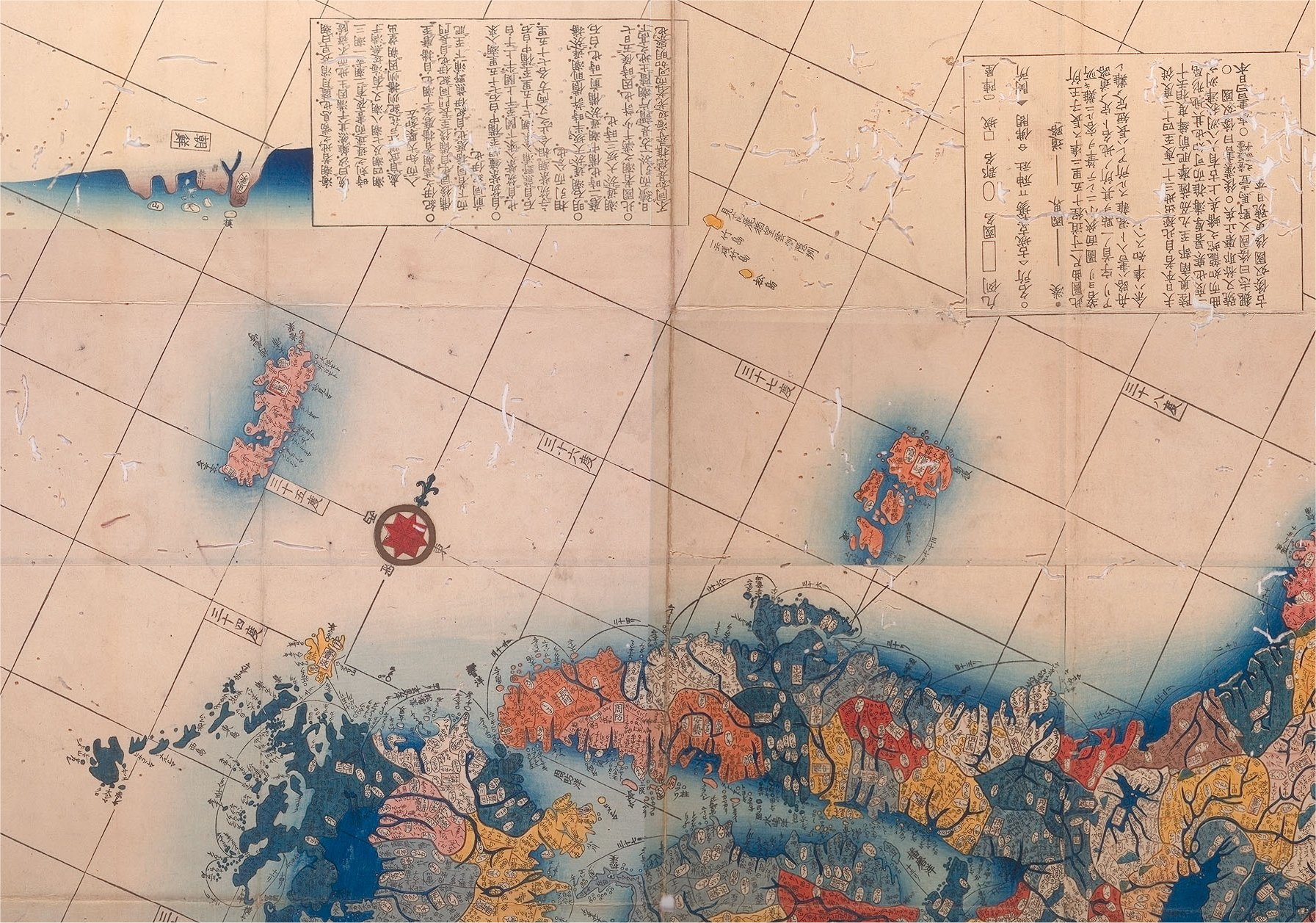
長久保赤水『改正日本輿地路程全圖』（1775年）部分:神戸大学住田文庫所蔵
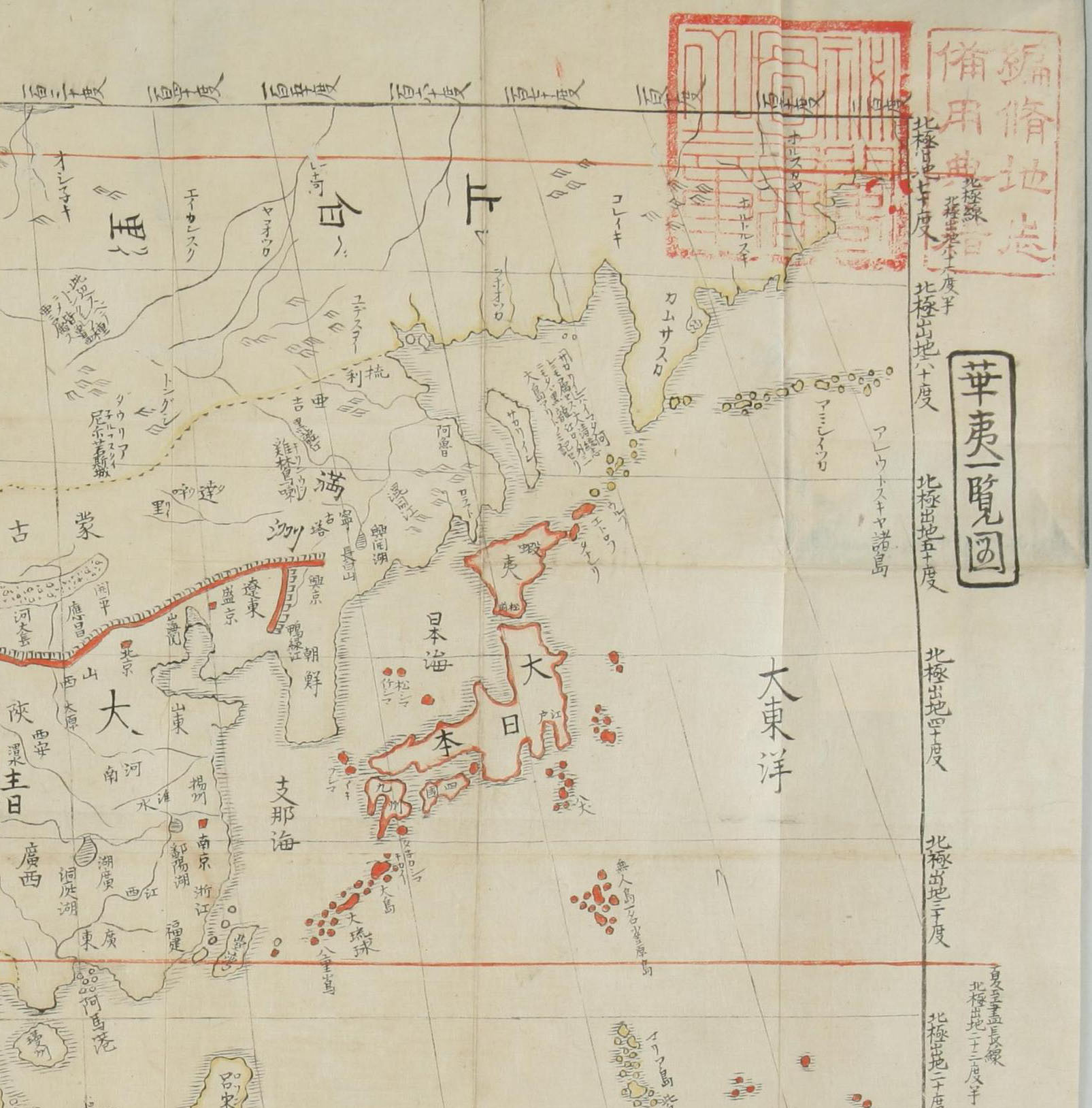
木村蒹葭堂『華夷一覧図』（1790年）
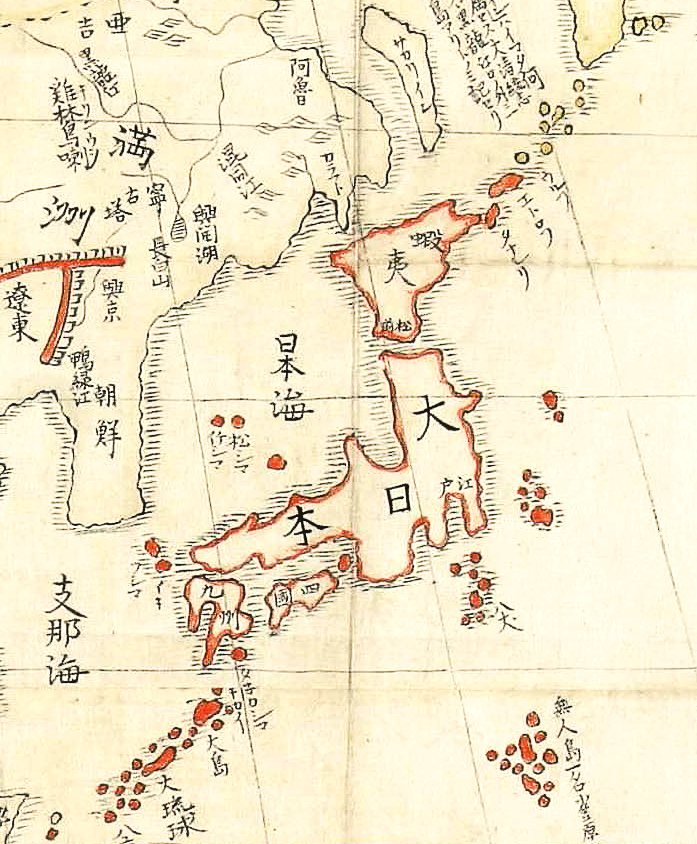
山村才助『華夷一覧図』（1806年）：国立公文書館所蔵
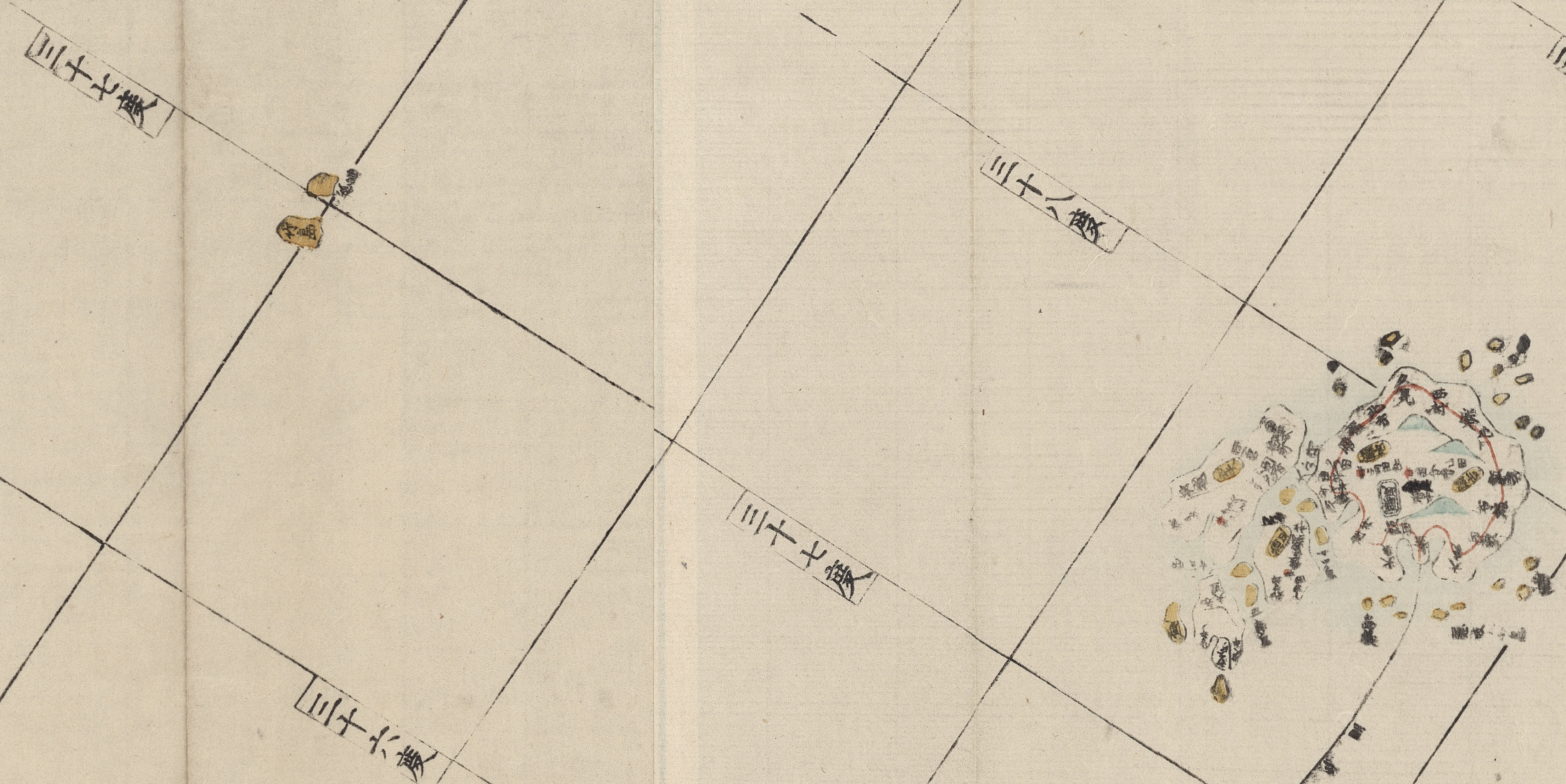
高柴栄三雄『大日本國郡輿地全圖』（部分）（1849年）長久保赤水の図に手を加えた地図：東北大学狩野文庫所蔵
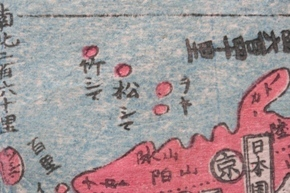
長久保赤水「亜細亜小東洋図」（写本、1857年）部分

### 韓国・北朝鮮の主張の概略
韓国側の主張によれば、現在の竹島（独島）は古代から于山島の名で知られている韓国の領土であり、1696年には朝鮮の安龍福が現在の竹島から日本人を追い返し日本に渡り幕府に抗議した。その後、幕府は鬱陵島（当時の竹島）と現在の竹島（当時は松島）を放棄したと判断している（日本側は鬱陵島は放棄したが、竹島は放棄していないという立場を採っている）。また、1877年に日本は太政官指令により鬱陵島と現在の竹島（松島）を日本の領土から除外しており、その後1900年に大韓帝国勅令第41号が官報に掲載され、竹島（独島）は石島という名で鬱島郡（＝現、鬱陵郡）の管轄となったとしている。日本側が領有の根拠のひとつにあげている1905年の竹島編入については、日本の「韓国侵略」の過程で行われたものであり、無効であると主張している。
なお、「解放」後の韓国政府は、戦後処理のうち帰属財産問題と対日賠償請求に特に力点を置いており、領土問題としては、竹島ではなく長崎県対馬の「返還」を、しばしば日本に対して要求していた。1948年1月23日、南朝鮮過渡立法委院委員60名が「対馬島返還要請願書」に署名して提出し、2月17日の韓国国会でも来たる対日講和会議では対馬島「返還」の提案が立議された。李承晩大統領は、大韓民国政府樹立直後の1948年8月17日の記者会見において「対馬は韓国領」との声明を発表し、9月10日には大統領特使も東京での会見で「対馬は韓国に帰属すべき」と発言した。1949年年頭の記者会見でも李承晩は「対馬を返還すべき」として、対馬領有権を強く主張したが竹島への言及はなかった。竹島については、米軍政期にあっても韓国の地図や文献には竹島は描かれておらず、この時期の地理の教科書や地図では韓国領土の東限を鬱陵島としており、竹島を領土外とする状態が長くつづいた。「独島」返還要求は、1948年8月5日の憂国老人会という民間団体がGHQ最高司令官ダグラス・マッカーサーに送った請願書の中で、対馬とともに「独島」と波浪島という実在しない島の返還を求めたのが最初であった。
北朝鮮の立場
北朝鮮による領有権の主張は、もっぱら韓国による竹島の実効支配を支持するという形で行われている。北朝鮮は竹島が軍事境界線以北に属するとは主張しておらず、黄海における北方限界線問題のような実効支配をめぐる南北間の対立は存在しない。
「于山」の名が残る朝鮮の古地図

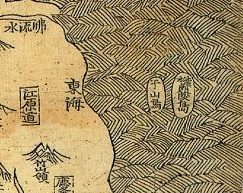
『新増東国輿地勝覧』（1530）の付属地図「朝鮮八道総図」部分
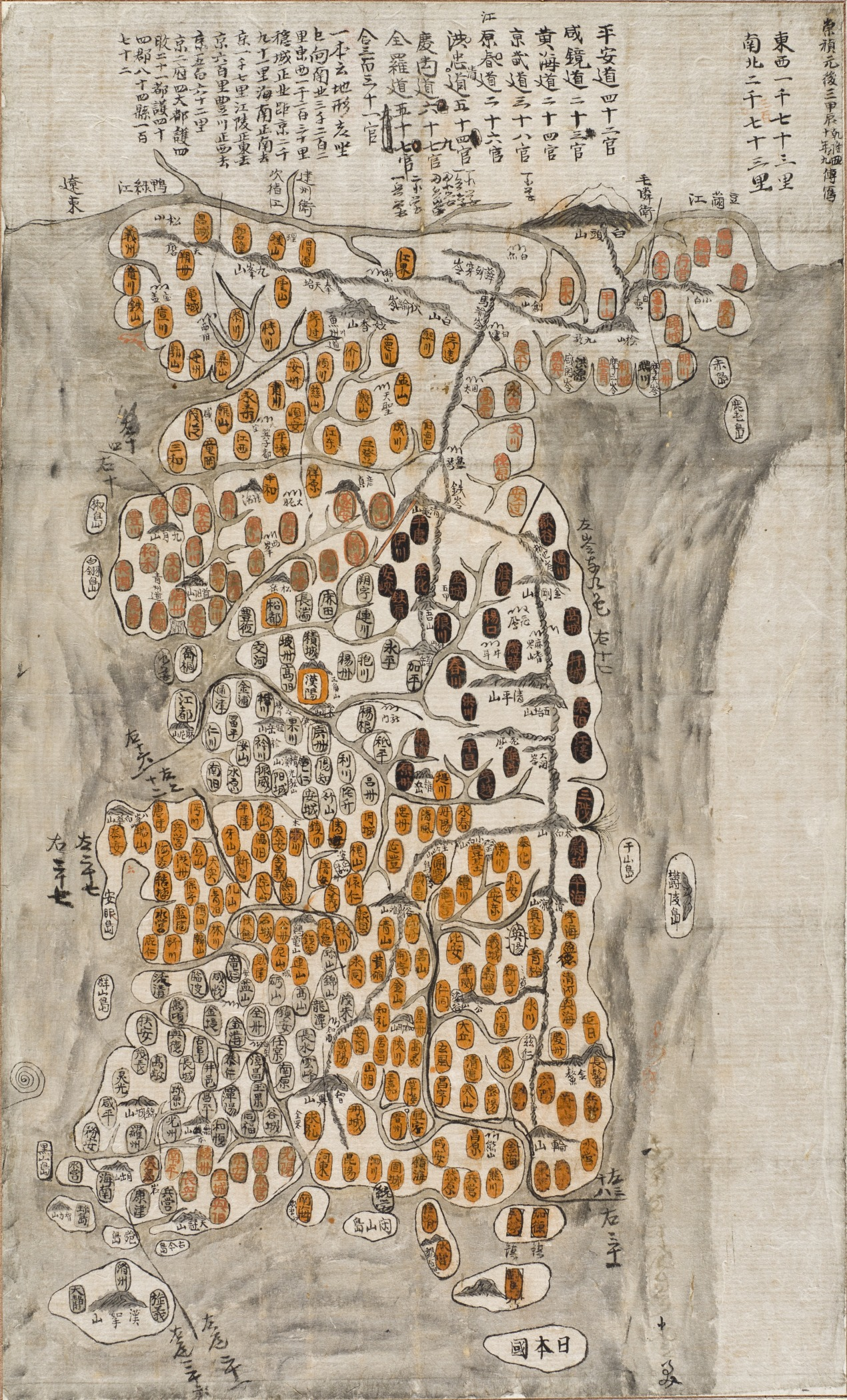
1628年の地図（地図の東側、鬱陵島と朝鮮半島の間に于山島がある）
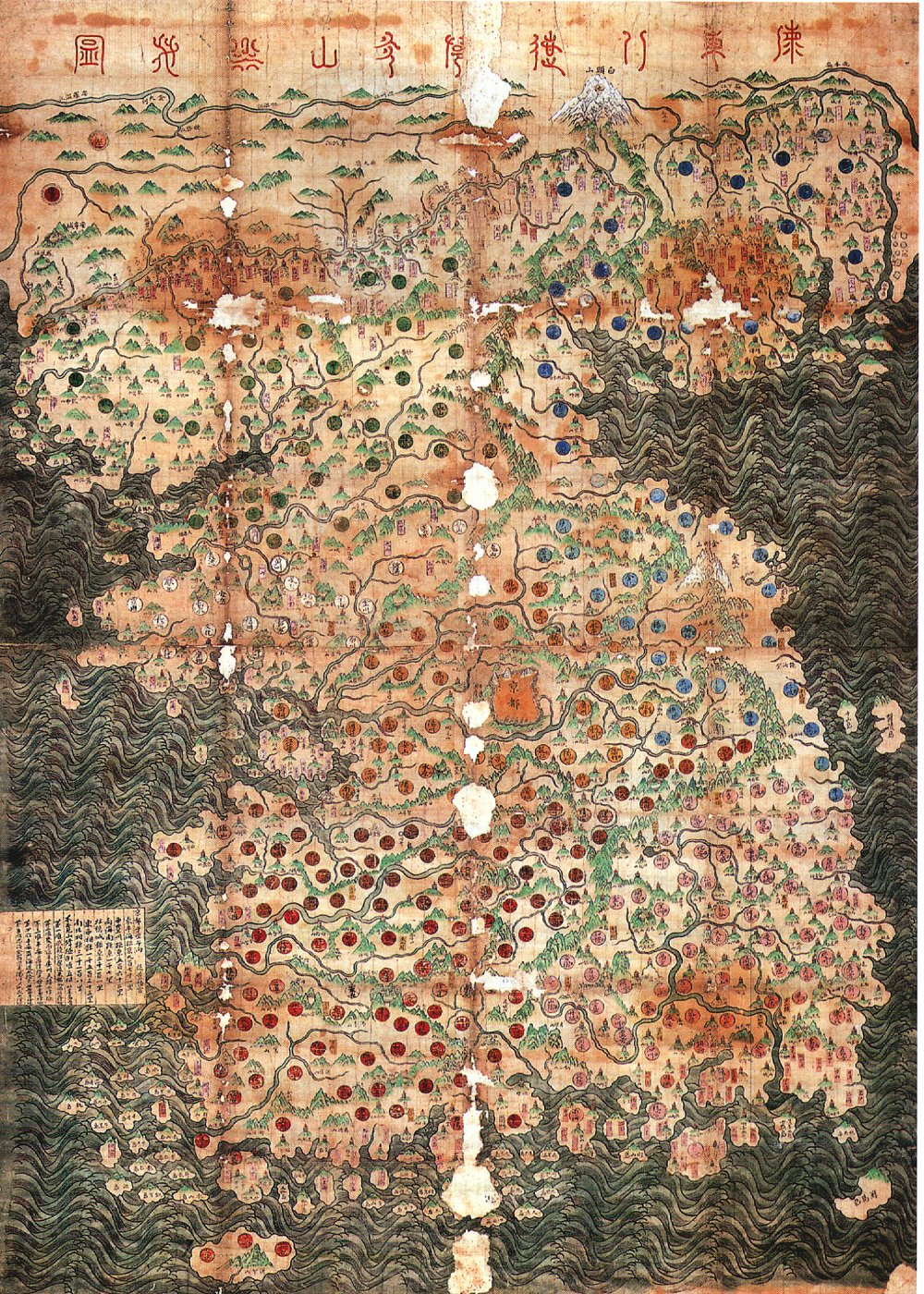
1600年代後半の地図（地図の東側、鬱陵島と朝鮮半島の間に于山島がある）
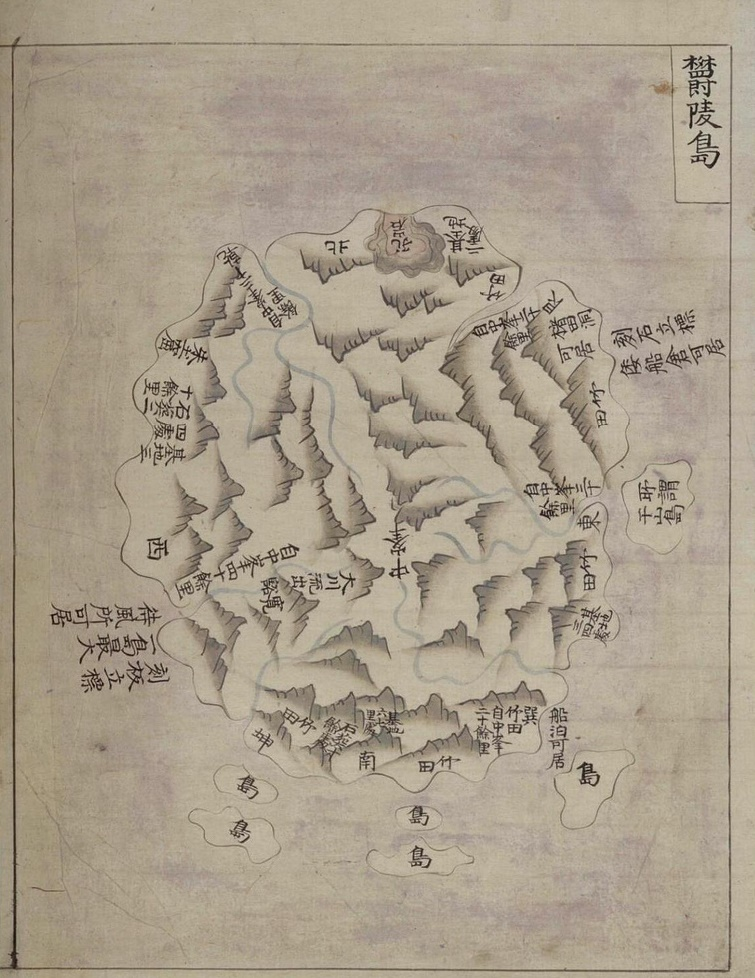
『廣輿圖』（1737-1776）（鬱陵島の東側に"所謂于山"と書かれた島が隣接している）
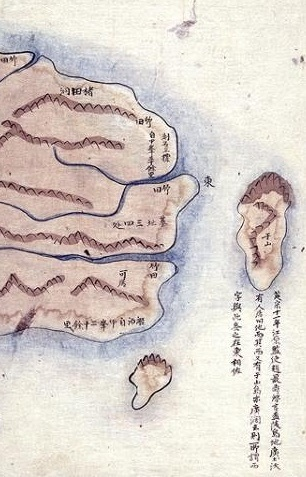
金正浩『大東輿地図』（1861）、部分（鬱陵島の東側に"于山"と書かれた島が隣接している）
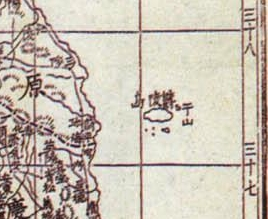
官撰『大韓地誌』（1899）「大韓全図」部分（鬱陵島の右側に于山と書かれている）

「竹島」が朝鮮の領土と表示された地図

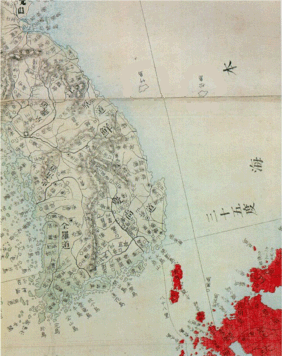
『竹島考證』(1882)、日本で製作され、竹島は朝鮮と同じ色で塗られている。
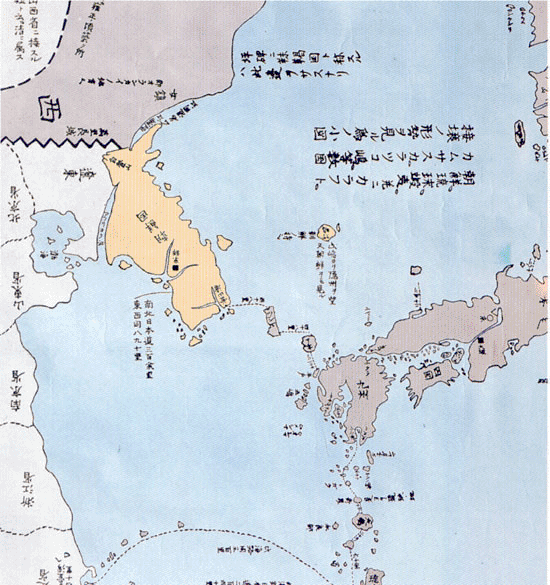
『竹島渡海由来記抜書控』(1785)、日本で製作された。

## 紛争の経緯
第二次世界大戦後、竹島を日本の施政権から外していたマッカーサー・ラインは1952年4月のサンフランシスコ条約発効と共に廃止されるが、その直前の1月18日、李承晩が李承晩ラインを宣言し、韓国側水域に竹島を含ませた。日本政府は同月28日に「公海上の線引きに抗議するとともに、竹島に領土権を主張しているかのように見えるがそのような僭称または要求を認めない」との見解を示した。この時点では韓国の竹島に対する領土権の主張は不確実であったが、2月12日に韓国は反論を提示。以降、両国間で竹島の領有権をめぐって文書を交換するようになった。李承晩ラインは韓国が宣言したものであり、日本政府もアメリカ政府もこれを国際法上不当なものと抗議した。1952年7月26日、サンフランシスコ条約発効と同時に日米安全保障条約を発効させた日米両政府は、竹島をアメリカ軍の訓練地として日本が提供することを約する協定を締結したが、竹島周辺海域で漁業を行っている日本人漁民から強い抗議を受けて爆撃演習場から除外をしている。韓国政府はこれをアメリカが竹島を韓国領土として認めて配慮をしたと解釈し、韓国側の竹島領有の根拠の一つとしている。翌1953年1月12日、韓国は李承晩ライン内に出漁した日本漁船の徹底拿捕を指示し、同2月4日には第一大邦丸事件が発生、済州島付近で操業中に漁撈長が韓国軍から銃撃を受け死亡した。同4月20日に韓国の独島義勇守備隊が竹島を占領して以降、韓国警察の警備隊が続けて駐屯している。日本政府は当初より韓国側の不法占拠であるとの声明を出して抗議し続けているが、韓国政府は「李承晩平和線（李承晩ラインの韓国側での名称）は国際的先例のある韓国の主権行為であり、さらにこの問題は1965年の漁業権交渉と請求権交渉ですでに解決済みであって、日本政府があたかもまだ解決されていないかのように宣伝するのは政治的プロパガンダである」との立場を取っている（なお、1965年の漁業権交渉と請求権交渉で領有権交渉については棚上げにされている）。日本は、現在も領土問題は解決に至っていないと主張しているが、韓国側はやはり「そもそも独島に領土問題は存在しない」という立場を崩していない。

### 竹島の漁業経済価値と排他的経済水域問題

日韓漁業協定による暫定水域

竹島は険しい岩山で面積も狭く島自体から得られる利益はほとんど無いが、周囲の広大な排他的経済水域 (EEZ) の漁業権や海底資源の権利が存在する。現在この島のEEZ内で石油などの海底資源は特に見つかっておらず、現在最も問題になっているのは漁業権である。竹島と周辺海域の経済価値は、1952年の日本の水産庁によれば130億円（李ライン内）、1974年の島根県漁連の算出では年間漁獲高は76億円、2010年の韓国の算出では年間11兆5842億ウォン（約8600億円）である。現在の日韓漁業協定では竹島周辺海域に共同水域を設けているが、韓国側の違法操業が問題になっている。

### 当時の国際海洋法から見た李承晩ライン
1952年の李承晩ラインの狙いは漁場としての利益であったともされ、韓国による近海漁業の独占が目的であったとされる。1951年の国際法委員会草案では「いかなる場合にも、いかなる水域も漁業を行おうとする他国民を排除してはならない」と排他的独占権は認めておらず、また「管轄権は関税徴収や衛生目的のものであり、沿岸国が漁業を独占するための管轄権は認められない」とも記されている。海洋法からみても違法であるが、1952年1月の李承晩ライン設定に関して1958年に制定された海洋法を適用することは法律の遡及に当たり無効という考えもある。このような漁業独占権宣言は、1945年のトルーマン宣言を曲解した、アルゼンチン、ペルーなど南米諸国にも起こったが、トルーマン宣言の「水域は他国と合意された規程により統制管理される」とした内容にも反しており国際問題になっていた（李承晩ライン#トルーマン宣言参照）。海洋法の制定された1958年以前は、抗議する日本に対し韓国は李承晩ラインを韓国の主権行為として反論している。1956年4月13日、日本の重光葵外相は、韓国の李承晩ラインを認めることはできないが、韓国に拿捕された漁民を救出するためには、韓国に寛大な姿勢を見せることも必要ではないかと発言している。
1958年以降、日韓会談においては漁業管轄権を国際海洋法の観点から否定する日本に対して韓国側は反論できなかったが、李承晩ラインは1965年の日韓基本条約まで解消されることはなかった。

### 韓国軍による日本人漁民殺害と日本漁船拿捕

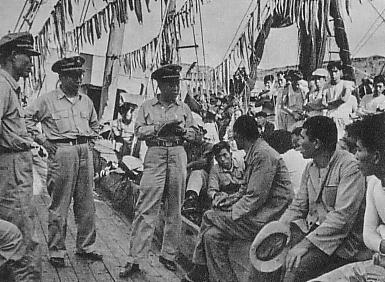
韓国海洋警察隊による日本漁船拿捕（1953年）

朝鮮戦争中の1952年1月18日に韓国の李承晩大統領によって海洋主権宣言に基づく漁船立入禁止線（いわゆる李承晩ライン）がひかれ、竹島が韓国の支配下にあると宣言した。1952年のこの宣言から1965年の日韓基本条約締結までに、韓国軍は李承晩ライン越境を理由に日本漁船328隻を拿捕し、日本人44人を死傷させ、3,929人を抑留した。1947年から1965年末までに日本人8人の死亡が確認されている。韓国側から日本の海上保安庁 巡視船への銃撃等の事件は15件におよび、16隻が攻撃された。
1953年1月12日、韓国政府が李承晩ライン内に出漁した日本漁船の徹底拿捕して以後、日本漁船の拿捕や銃撃事件が相次ぎ、日本の漁業従事者に死傷者が多数出る事態となった。同年2月4日には第一大邦丸事件が発生した。済州島付近で操業中の同船が韓国側に銃撃を受け、漁撈長の瀬戸重次郎が死亡した。

### 独島義勇守備隊と韓国警察の竹島上陸

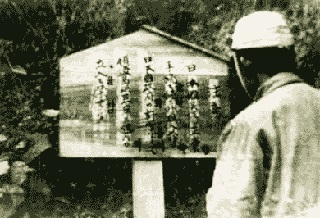
日本人による竹島の標識設置（1953年6月27日）

1953年4月20日には韓国の民間組織独島義勇守備隊が、竹島に初めて駐屯。6月24日、日本の水産高校の船舶が独島義勇守備隊に拿捕される。6月27日に日本の海上保安庁と島根県の9人が水産試験船で竹島に上陸し竹島調査を行い、『日本島根縣隠地郡五箇所村竹島・・・』と書かれた標識を建て、竹島に住み着いていた韓国の漁民6名を退去させた。すると、7月12日に竹島に上陸していた韓国の独島守備隊が日本の海上保安庁巡視船「へくら」(PS-9) に90mの距離から機関銃弾200発を撃ち込む事件が起きる。

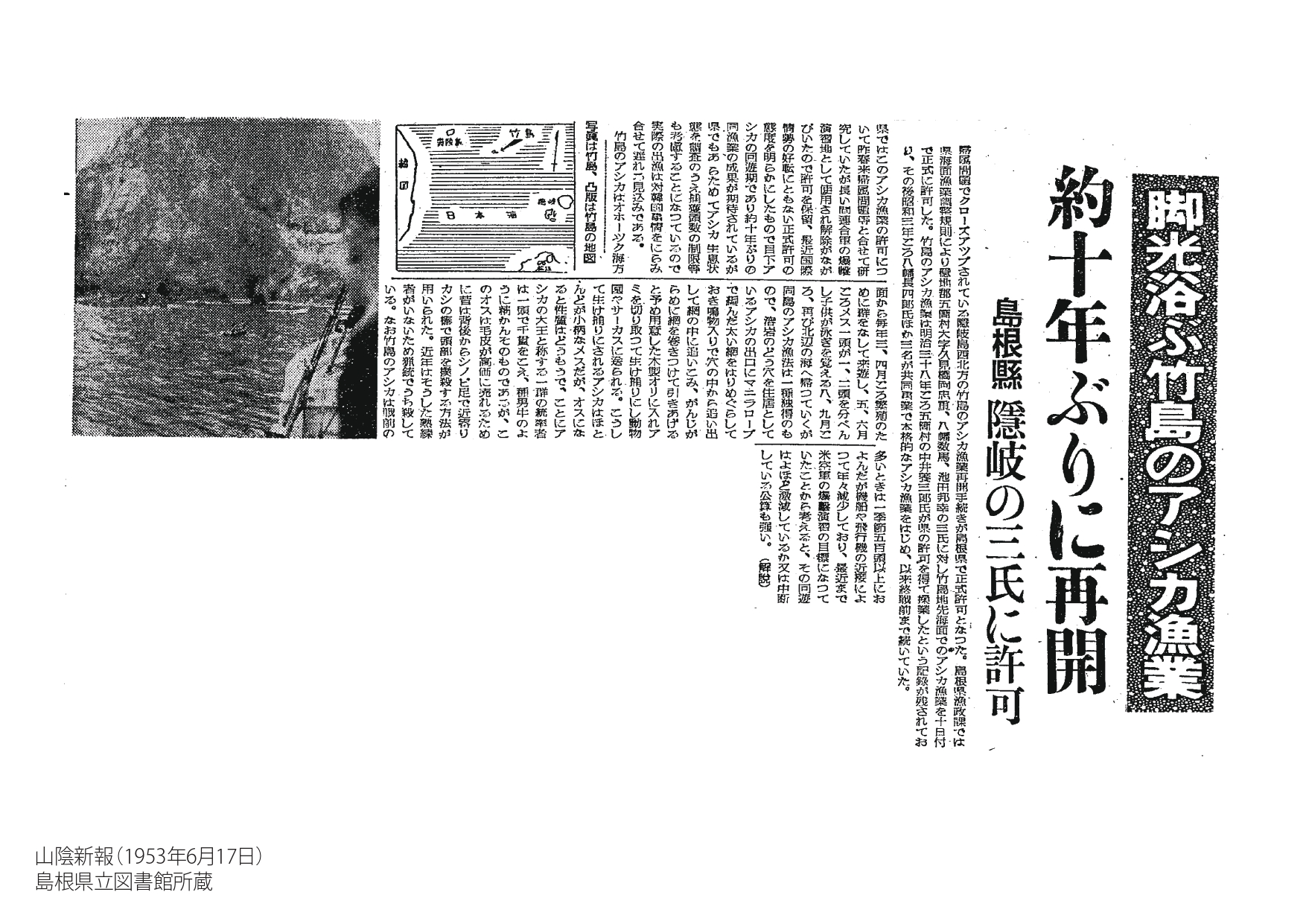
島根県より民間人3名に対し、アシカ漁再開の許可が出たことを伝える新聞記事（1953年6月17日「山陰新報」）

1953年10月15日、韓国の山岳界を代表する韓国山岳会の有志会員らが写真家を伴い、徐徳均大尉が指揮する海軍905艇で竹島に渡った。上陸した山岳会調査隊の構成メンバーは、測地班、記録班、報道班など。彼等は、日本が建てた『日本島根縣隠地郡五箇所村竹島』の標識を引き抜いた。その後、洪鍾仁（韓国山岳会会長、当時の朝鮮日報主筆）は、彼等が持って来た石碑を設置した。この石碑には、表面に「독도」「獨島」「LIANCOURT」（正式フランス語名称は“Rochers de Liancourt”）、裏面に「한국산악회（韓国山岳会）」「KOREA」「ALPINE ASSOCIATION」「15th AUG 1952」等と刻まれている。
以後、韓国は鬱陵島の警察官約40名を竹島に常駐させており、日本の艦船の接近を認めていない。また独島の西島には韓国人夫婦が定住している。竹島は毎年韓国軍による独島防衛訓練が行われている。日本政府はこの韓国による竹島実効支配に抗議しているが、韓国側は独島は韓国固有の領土であるとして「内政干渉」であると言い張っている。
なお当時韓国には拿捕の法的根拠である漁業資源保護法は施行されておらず、日本漁船拿捕は国際法また韓国国内法においても非合法的な行為であった。この韓国の行為に対して日本の水産庁は「他国の類似事例とは比較にならないほど苛烈」と評した。しかし、韓国側は1952年1月18日の大韓民国海洋主権宣言が拿捕の根拠であるとしている。
また、韓国李承晩体制下に行われた一連の行為を、1960年、駐日米国大使ダグラス・マッカーサー2世は、アメリカ国務省への機密電文（機密電文3470号）の中で「国際的な品行や道徳等の基本原理を無視した実力行使の海賊行為」と表現し、「日本人は李承晩の占領主義的手法で苦しんでいる」と訴えている。

### 金鍾泌による竹島爆破提案

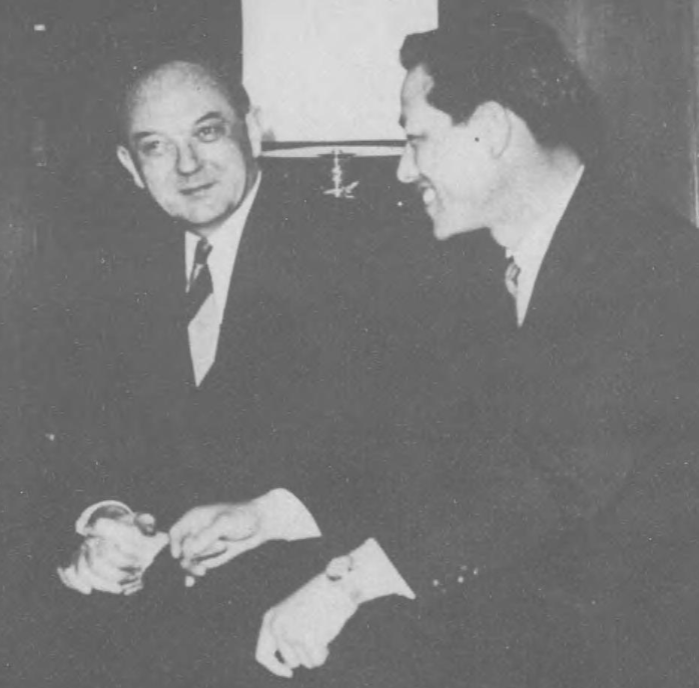
ディーン・ラスク国務長官と金鍾泌KCIA長官（1962年10月29日）

1962年10月20日の大平正芳外相との会談で金鍾泌中央情報部長は、国際司法裁判所への付託を拒否したが、米国務省外交文書集によれば、金鍾泌は日本側に竹島問題の解決策として竹島破壊を提案していた。金鍾泌は、東京での池田勇人首相および大平外相との会談後、訪米。1962年10月29日のディーン・ラスク国務長官との会談において、ラスクが「竹島は何に使われているのか」と問うたところ、金鍾泌は「カモメが糞をしているだけ」と答え、竹島破壊案を自分が日本側に提案したと明かした。
のちに韓国国内で「独島爆破提案説」が問題視された際、金鍾泌は「日本には絶対に独島を渡すことはできないという意思の表現だった」と弁明している。また2010年の朝鮮日報の取材に対して金鍾泌は「国際司法裁判所で日本のものだという判決が出ても、すべてを爆破してなくしてしまってでも、あなたたちの手に渡すつもりはない」と激高して発言したと回想しているが、これは米国務省外交文書集「東北アジア1961-1963」収録関連会談記録の様子とは趣が異なる。

### 竹島密約
日韓基本条約締結おける障害の一つであった竹島問題に関し、韓国の雑誌「月刊中央」2007年4月号で、日韓基本条約締結5ヶ月前の1965年1月11日に、日本の河野一郎建設相の特命を受けた宇野宗佑衆議院議員が、ソウルで朴健碩 汎洋商船会長の自宅で丁一権首相に会い、「未解決の解決」を大原則に全4項からなる竹島付属条項に合意していたとした。その密約は翌日の1月12日に朴正煕大統領の裁可を受け、宇野は13日に河野大臣を通じ佐藤栄作首相に伝えたとしている。
「月刊中央」の客員編集委員だったロー・ダニエルは金鍾泌の兄で銀行家の金鍾洛に対するインタビュー取材をおこなったが、そのなかで金鍾洛は韓国と日本が竹島問題を「今後解決すべきものとしてひとまず解決と見なす」というアイデアは自分が出したと述べたうえで「こうして独島密約は結ばれ、当時の朴正煕軍事政府は韓国が韓半島の唯一の合法政府という明言を日本から受けること、経済開発に必要な経済協力資金の確保という2つの問題をともに解決したことになった」と明らかにした。
竹島密約は「解決せざるをもって、解決したとみなす。従って、条約では触れない」という2文を中心に、
1. 独島（竹島）は今後、韓日両国ともに自国の領土と主張することを認め、同時にこれに反論することに異議を提起しない。
2. 将来、漁業区域を設定する場合、両国が独島（竹島）を自国領土とする線を画定し、2線が重複する部分は共同水域とする。
3. 現在韓国が占拠した現状を維持する。 しかし警備員を増強したり新しい施設の建築や増築はしない。
4. 両国はこの合意をずっと守っていく。

という4つの付属条項を付けていたとしている。こうした密約が実際にあったかどうかについては、今後の歴史学者の研究に委ねられるとしても、国交正常化当初は、両国ともこの密約にしたがうような穏やかな立場からの相互の見解表明より日韓関係が開始していたことは事実である。しかし、1993年に成立した金泳三政権時代以降の韓国では、竹島問題をめぐる感情的な対日批判が先鋭化するようになり、また、同政権が竹島に新たに接岸施設を建設したことで、（密約があったとしても）付帯条項3.の約束は明白に破られたことになる。
2007年3月20日、塩崎恭久官房長官はこのことについて「政府としてはそのような密約があるとは承知していない」と否定した。

### 日韓基本条約と日韓両国の紛争の平和的処理に関する交換公文
1965年の日韓基本条約調印によって李承晩ラインが正式に廃止されたが、竹島の領有権に関しては日韓双方譲らないため、紛争処理事項として棚上げされた。
また、日韓基本条約締結に伴い「日韓両国の紛争の平和的処理に関する交換公文」が取り交わされた。そこには外務部長官李東元署名による韓国側書簡として
| 「両国政府は、別段の合意がある場合を除くほか、両国間の紛争は、まず外交上の経路を通じて解決するものとし、これにより解決することができなかつた場合は、両国政府が合意する手続に従い、調停によつて解決を図るものとする」 |

とある。この公文には竹島、または独島という名称は記載されず、一般的な「紛争」についてだけ記載された。竹島問題は李承晩の海洋宣言以来の紛争事項であるが、韓国側は竹島・独島は紛争事項ではないという立場をとっている。
なお、日本側は日韓国交正常化に至る1951年から1965年までの外交交渉文書の開示を拒み続けている。この文書には竹島問題について日韓双方の発言や、昭和天皇と韓国高官とのやりとりなどが含まれているという。

### 日韓漁業協定以降
1965年の旧日韓漁業協定では竹島問題については棚上げされた。1980年前後には韓国漁船が山陰沿岸および北海道近海にまで出漁（密漁）し、日本の漁業者と係争が起こった。島根県のシイラ漁漁船は35統から8統にまで激減する。
1996年に日韓両国は国連海洋法条約を批准。それに基づき新日韓漁業協定の締結交渉が開始され、両国の中間線を基準に暫定水域を設定、この海域において双方の漁獲が制限付きで認められた。日本側の配慮により日本が大幅に譲歩した暫定水域は、日韓共同で利用する協定であった。しかし、その後も韓国漁船が漁場を独占し、日本漁船が操業できない状態が続いている。さらに韓国漁船は日本側の排他的経済水域(EEZ)にまで侵入するなど不法な漁業行為を行い、また竹島の周辺海域では韓国軍が頻繁に監視を続けている。また、竹島近海の海底地名の命名、および海底地下資源に関する調査活動を巡り、EEZ問題が再燃、EEZ確定交渉が再開されたものの、平行線を辿っている。

## 争点
竹島を巡る争点には次のようなものがある。
- 誰が最初に発見し、実効支配をしたか
- 島の同定（于山島、鬱陵島、竹嶼、竹島、松島、石島、観音島ほか）
- 1905年の日本による竹島編入の有効性
- 戦後の GHQ による竹島処分の解釈
- 1952年の韓国による軍事占拠（李承晩ライン問題も含む）

### 竹島の領土権原
国際判例に照らすと、以下の通り。
日本の領土権原（日本側の主張による）
- 歴史的な権原において江戸幕府は現在の竹島を領土と見なしており、日本に領域権原が存する。
- ただし、歴史的な権原は近代的な権原に置き換えられる方が好ましい。

韓国の領土権原（日本側の主張による）
- 17世紀末に民間の朝鮮人（安龍福）が、日本における「竹島（鬱陵島）・松島（現在の竹島）」の呼称を朝鮮の「鬱陵島・于山島」に当てはめ、松島は于山島であるという認識を持ったとしても（以来、朝鮮文献に松島=于山と記述）、朝鮮人の言う于山島と日本人の言う松島は朝鮮の地図を見る限り明らかに一致していない。
- 18世紀以降朝鮮の官撰史書等に松島=于山と記載されているが、朝鮮は現在の竹島への実地の知見や訪問記録がない（于山島が別の島竹嶼を示す史料が多くある）。
- 1900年に大韓帝国が勅令で「石島 (韓国)」を鬱陵島の行政管轄権に入れており、韓国は石島を独島（現在の竹島）と主張するが、その根拠がない。
- したがって韓国には歴史的な権原というべきものがない。

（いずれも一国の領土権の確立に不充分で、無主地の要件は満たされる。なお、日本が日露戦争中に独島を侵奪したという韓国側の反論があるが、奪ったという議論は、竹島が韓国の領土であったことが証明されない限り成り立たない。）

### 最初の発見者
発見は未完の権原とされ、相当の期間内に植民地を設置するなどといった活動によって確定的な権原としたり、占領の意思が継続していることを示すのでなければ領有とは言えない。
| 韓国の主張の概略 | 日本の主張の概略 |
| --- | --- |
| 1145年に編纂された『三国史記』によると512年に于山国は朝鮮の新羅に服属している。後の文献にある于山島はこの于山国の一部であり、その于山島は独島（現在の竹島）である。つまり独島は512年から韓国の領土である。 | 『三国史記』には于山国である鬱陵島のことは書かれているが、周囲の島のことは全く書かれていない。「512年6月、于山国が服属し土地の産物を貢いだ。于山国は溟州（江原特別自治道）のちょうど東の海の島にあり、別名を鬱陵島といい、約40キロメートル四方ある。」との記述から、鬱陵島の本来の名が于山島であり、于山島は独島ではなく、鬱陵島から92キロメートル離れている竹島が于山国ではなかったことが明白である。独島は512年から韓国の領土であるとの韓国側の主張に論拠となる資料は存在しない。 |
| 李氏朝鮮時代の初期には、現在の鬱陵島が「于山島」という名称であったと考えられる。しかし、朝鮮の空島政策のため、鬱陵島を「于山島」と呼んでいた鬱陵島民すべてが1435年までには朝鮮本土に連行されたため、その後、従来の于山島は「鬱陵島という本土風の呼び方が定着し、「于山島」の名は独島（現在の竹島）を呼ぶ名称として移行したものと考えられる。 | 『太宗実録』の太宗十七年（1417年）の項に于山島という名が初めて現れる。そこには「按撫使の金麟雨が于山島から還った時、大きな竹・水牛の皮・生芋・綿子・アシカ等を献上し、3人の住民を率いて来た。島には15戸の家があり男女併せて86人の住民がいる」と記載されている。自然状態の竹島には水もなく人が住める環境でなく、まして献上品や15戸の家及び男女併せて86人の住民などそこにないことは自明である。歴史資料によれば、韓国側の主張とは反対に、于山島という記述が竹島を指す可能性すら存在しない。 |
| 1454年に編纂された『世宗実録地理志』に「于山と武陵の二島が県（蔚珍県）の真東の海の中に在る。二島は互いに遠くはなれておらず、天気の良い日には眺めることができる。新羅の時代には、于山国または鬱陵島と称した。」とある。天気の良い日にだけ眺めることができる島は独島（現在の竹島）しかないので、独島（現在の竹島）がこの文献の于山島に違いない。 | 『世宗実録』には「一説には鬱陵島とも云う、100里四方である。」と続いている。朝鮮政府は于山武陵を二島なのか鬱陵島一島なのか把握しておらず、于山国の国名と島名が混同していた。「二島は互いに遠くはなれておらず、天気の良い日には眺めることができる。」というのは朝鮮半島から見た鬱陵島のことで、国名を冠した島が鬱陵島から約90kmも離れた無人島の現在の竹島であるはずもない。また、続く本文はすべて鬱陵島の内容である。 |
| 『八道総図』には于山島が鬱陵島の西に描かれ位置が間違っている。これは当時、独島（現在の竹島）の位置を正確に描いた文献がなかったせいであると思われる。しかし、朝鮮王朝は、鬱陵島の近くに于山島という別の島があることを認識していた。 | 1530年に朝鮮で発行された『八道総図』に初めて于山島が描かれるが、鬱陵島の西に鬱陵島と同程度の大きさの架空の一島を描いている。竹島は鬱陵島の南東約90kmに二島で構成される小島なので、竹島ではありえない。朝鮮政府は于山島を全く把握していない。 |
| 伯耆国の商人が江戸幕府より渡海免許を受け竹島（鬱陵島）に渡った。日本側は離島にわたるときには渡海免許が必要だったというが、鬱陵島以外の渡海免許の例を示せないでいる。渡海免許は、朱印状と同じで、鬱陵島で朝鮮人にあったときに自分たちが倭寇ではないということを示す目的があったと考えられる。従って江戸幕府は、鬱陵島や松島（現在の竹島）を当初は朝鮮領と認識していた可能性がある。 | 日本では国内の他の国へ移動するときは許可が必要で、伯耆国から鬱陵島へ渡るのにも当然許可が必要だ。朱印状とは全く違う。無人島は先占した国の領土となる。伯耆国の商人は1618年より1696年まで約80年もの間、松島（現在の竹島）を経由し鬱陵島に渡ってこの島を開発している。鬱陵島には朝鮮人がいたが、松島（現在の竹島）に朝鮮人が来たという証拠は何もない。 |
| | 日本には『松嶋絵図』（1656年頃）を初め、現在の竹島を描いた多数の古地図が存在するが、韓国には位置や形状がおよそ現在の竹島には当てはまらない于山島の地図しか存在しない。 |
| 1667年に日本の松江藩士が書いた『隠州視聴合紀』には「この二島（鬱陵島と現在の竹島）は無人の地で、高麗が見えるのは、雲州から隠州を望むようだ。よって日本の北西の地で、この州をもって限りとされる。」と書かれている。「この州」とは隠州（隠岐）のことであり日本の限界を隠岐としている。添付の地図は隠岐の地図のみで鬱陵島や現在の竹島の地図はない。おそらく日本はこの時、松島（現在の竹島）や鬱陵島が朝鮮領であることを認めたものに違いない。 | 『隠州視聴合紀』の文中には「北西に二日一夜行くと松島（現在の竹島）がある。又一日程で竹島（鬱陵島）がある。俗に磯竹島と言って竹・魚・アシカが多い。この二島は無人の地である。」としており、現在の竹島もはっきり認識している。鬱陵島へは、この文献の50年も前から幕府の許可を得て伯耆国米子から漁労や竹の伐採などのために渡っており、鬱陵島の領有をめぐる外交交渉（竹島一件）で竹島（鬱陵島）を放棄したのは1696年のことである。従って、文中の「この州」は鬱陵島を指していると考えるのが適当であるが、仮に「此州」が隠岐を指すとしても、人の住める地が隠岐までと言っているに過ぎない。隠州を調査した内容なので渡航していない鬱陵島や現在の竹島の添付図がないのは当然。                 |
| 1728年に編纂された『粛宗実録』に、1696年朝鮮の安龍福が鬱陵島で遭遇した日本人に抗議し、「松島はすなわち子山島で、これもまた我国の地だ」と言っている。子山島は于山島のことで、于山島は独島（現在の竹島）のことである。当時の日本は現在の竹島を松島と呼んでいるので朝鮮領である。安龍福がその3年前に日本で抗議した時には幕府より于山島は朝鮮領だという書契をもらっている。 | 朝鮮の漁夫である安龍福は鬱陵島や日本に密航した犯罪人である。朝鮮の『粛宗実録』に記載されている安龍福の尋問記録は事実と異なることが多く、日本人を追いかけて松島から日本へ渡ったとしていることは、罪を逃れるための偽証である。安龍福は日本人の言う松島を于山島だとしているが、彼はその于山島の位置を把握していない。また、徳川将軍が朝鮮の漁夫に竹島（現在の鬱陵島）や松島を手放すような書契を渡すはずもない。 |
| 1693年の安龍福の抗議により、鬱陵島と于山島の帰属を巡って幕府と朝鮮との間に領有問題が起こったが、幕府から鳥取藩への質問状で鳥取藩は竹島（鬱陵島）と松島（現在の竹島）は自藩領でないと回答している。幕府は朝鮮との交渉で最終的に竹島（鬱陵島）を放棄することを朝鮮側に伝えており、鬱陵島の付属島である松島（現在の竹島）も同時に放棄している。 | 鳥取藩の回答は鳥取藩が自藩領ではないといってるに過ぎない。幕府に竹島（鬱陵島）に対する領有意思があったため、2年以上も朝鮮との間で領有に関する外交交渉（竹島一件）を行った。この交渉においては松島（現在の竹島）の名は一切出てきておらず、朝鮮側の地図を見ても朝鮮政府は松島を全く認識していない。1696年に幕府は朝鮮に対し竹島（鬱陵島）を放棄する通達を出しているが、松島（現在の竹島）についてはもちろん何も書いていない。幕府が竹島の領有争いにわざわざ約90kmも離れた松島を含めるはずもない。 |
| 1770年に編纂された『東国文献備考』に「鬱陵、于山は皆于山国の地で、于山は即ち倭の所謂松島である」とある。この于山は独島のことである。当時の日本は独島を松島と呼んでいるのでまさに于山島＝松島＝独島で、独島は朝鮮領である。1808年の『万機要覧』にも同じことが書かれている。（詳しくは于山島を参照） | 『東国文献備考』の「鬱陵、于山は皆于山国の地で、于山は即ち倭の所謂松島である。」との一文を始め同様の一文は、虚言の多い安龍福の証言の引用である。この当時の朝鮮の地図からいって、朝鮮政府は竹嶼を日本人の言う松島と誤認している。 |
| 1785年に成稿した、林子平（当時は牢人であった）の『三国通覧輿地路程全図』に竹嶋（鬱陵島）とその附属の于山島（独島）が描かれており、朝鮮と同じ色で彩色され朝鮮領と明記されている。この地図は小笠原諸島領有の日米交渉の際に、幕府が根拠として用いており、幕府が竹島を朝鮮領として認めた証拠になる（三国通覧図説を参照）。また、当時の日本の『大日本国全図』、『日本輿地図藁』、『日本国地理測量之図』、『官板実測日本地圖』、その他民間で作られた地図には、独島の当時の日本名である松島が記載されていない。記載されている地図も隠岐や鳥取と同じ色ではなく無色である。したがって日本は松島を朝鮮領だと認識していた。また、多くの朝鮮の古地図に于山島が描かれており、この于山島が独島である。 | 『三国通覧輿地路程全図』に描かれている竹嶋（鬱陵島）の北東に、南北に長い小さな付属島があるが、島の大きさや形状、位置関係からいって、これは現在の竹嶼であり、この地図に現在の竹島は描かれていない（一民間人の私的出版物に証拠能力はない）。また、幕府がこの地図をもってアメリカに小笠原の領有権を認めさせたというのは新聞の歴史小説上の話であり、事実ではない。当時はすでにこの地図よりも遙かに正確な経緯度線入りの『改正日本輿地路程全図』が普及しており、竹島（現在の鬱陵島）と松島（現在の竹島）が描かれている。18世紀に入ってからの朝鮮・韓国の古地図の于山島は、全て鬱陵島近傍の竹嶼に比定できる。したがって、于山島は現在の竹島ではない。                                     |
| 1836年に大坂町奉行で竹島事件の裁判が行われたが、その際に資料として提出された「竹島方角図」に朝鮮半島と竹嶋（鬱陵島）・松シマ（現在の竹島）が朱色で塗られており、朝鮮領として描かれたものと考えられる。1870年、その事件について書かれた「朝鮮竹島渡航始末記」の添付地図を見ると、松シマ（現在の竹島）は白色の日本領ではなく、朱色の朝鮮領である。 （詳しくは竹島事件参照） | 竹島事件の「竹島方角図」は、民間人である会津屋八右衛門が尋問中に書いたもので八右衛門の活動地を朱色で塗ったに過ぎない。したがって江崎・萩・下関・対馬付近にも朱色の印がある。国外との貿易について幕府の筆頭老中だった浜田藩主松平康任が「竹島は日の出の土地とは定め難いが松島なら良い」としたことや、竹島事件の判決文に「松島へ渡航の名目をもって竹島にわたり」との一節があることから、竹島（鬱陵島）への渡航は禁止したが松島（現在の竹島）への渡航は禁止されていなかったことが分かる。これ以前の1820年には浜田藩の儒学者中川顕允が編纂した『石見外記』にも高田屋嘉兵衛の北前船が竹島と松島の間を航路として使用していることが書かれており、松島（現在の竹島）を国内とみなしていた。 |
| 19世紀に作成された韓国の地図には、鬱陵島の東に于山島が明確に描かれているものがみられ、その于山島には峰が描かれているものがある。竹嶼には峰がないため、これらの地図の于山島は明確に独島（現在の竹島）を表している。 | 『大東輿地図』（1861年）の于山島は鬱陵島の東に隣接し一島で構成されている。現在の竹島は、西島・東島の２島で構成されており、その位置や大きさも全く違う。島の形状、地図に付された距離の目盛りからいって、この于山島は現在の鬱陵島に隣接する竹嶼を描いている。 |
| 日本は1899年に編纂された『大韓地誌』を根拠に于山島は独島（現在の竹島)ではないと主張するが、この地誌の後記に「この本は日本の地理書を翻訳したもので不足な点が多い」と記されている。鬱陵島や于山島は韓国領であるにもかかわらず「大韓帝国の領土は東経124度30分から130度35分である」と書かれており、鬱陵島も含まれていない。したがって、この書物や地図の内容は正確ではなく、『大韓全図』の鬱陵島に「于山」の記載があるからといってその位置が于山島の正確な位置とはいえない。 | 1899年に朝鮮の歴史家の玄菜によって編纂された地理書『大韓地誌』の中に、「大韓全図」という経緯度入りのかなり正確な付属図が付いている。この地図中に鬱陵島と並んで于山の名が記載されている。于山島と書いていないことから、于山が鬱陵島とその周囲に記載されている島全体を指しているか、または于山の文字の位置関係から、現在の鬱陵島に付属する竹嶼という島であることが推測できる。この『大韓地誌』は大韓帝国の学校でも使われたことのある信用性の高い地図である。 |

### 決定的期日
他国の抗議等により紛争が顕在化した日（決定的期日）以降の法的立場の改善を目的とした活動は、領有権の根拠になり得ないとされている。国際裁判所によってこの決定的期日が設定されると、特殊な事情が存在しない限り決定的期日以前に存在した事実のみ証拠能力が認められることとなり、決定的期日以降に当事国が自国の立場を有利にするために行った活動は証拠として認められないこととなる。竹島問題の決定的期日が具体的にいつの時点であるかについて学説は一致していないが、下記表の時点が決定的期日の候補として挙げられている。
| 日付                                       | 出来事                                                               |
| ------------------------------------------ | -------------------------------------------------------------------- |
| 1905年2月22日                              | 島根県告示40号により日本が竹島を編入したと主張                       |
| 1951年9月8日                               | 日本国との平和条約締結                                               |
| 1952年1月28日                              | 韓国の李承晩ライン設定に対して日本が抗議                             |
| 1954年9月25日                              | 日本が国際司法裁判所(ICJ)への付託を提案                              |
| 将来                                       | 日韓の間にICJへ付託することの合意が成立し、ICJの手続きが開始される日 |
| 竹島問題に関しては決定的期日は設定されない |                                                                      |

近年の国際司法裁判所の判例では、国際司法裁判所は紛争発生時を決定的期日として設定する傾向がある。この傾向にならえば、李承晩ライン設定に対して日本が韓国に抗議を行った1952年1月28日が決定的期日として設定される可能性が高いと言える。しかし決定的期日が設定されなかったり、将来紛争が国際司法裁判所に付託される未来の時点に決定的期日が設定される可能性も完全に否定できるわけではない。例えばマンキエ・エクレオ諸島事件の国際司法裁判所判決では決定的期日が設定されなかったとの指摘も一部には存在する。そうした場合には、韓国が竹島を半世紀以上にわたり占拠してきた事実や、それに対して日本が抗議し続けてきた事実も証拠として考慮されうることとなる。

### 日本による竹島編入の有効性

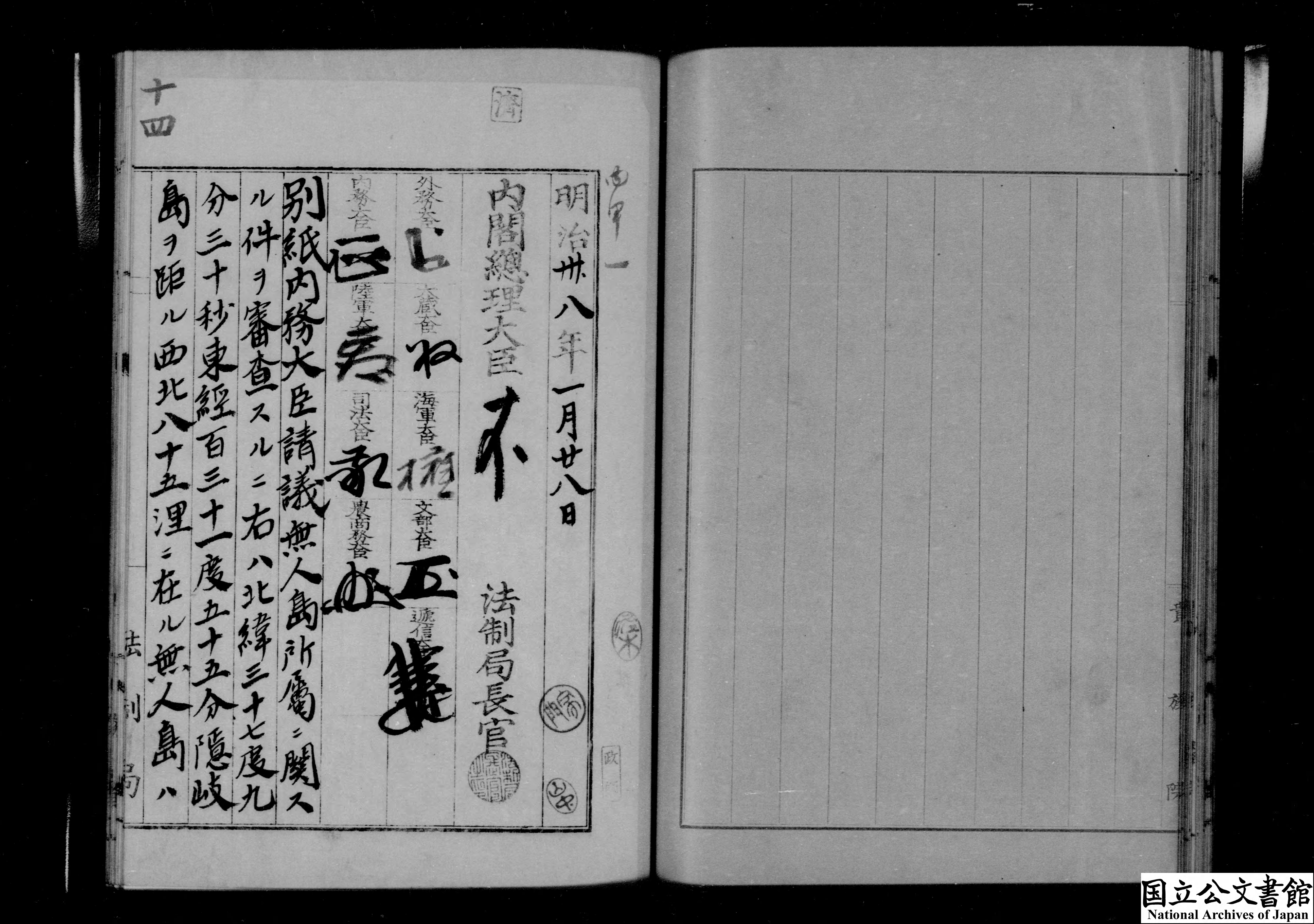
Liancourt Rocks を「竹島」とし、島根県の所管とした決定書。
1ページ

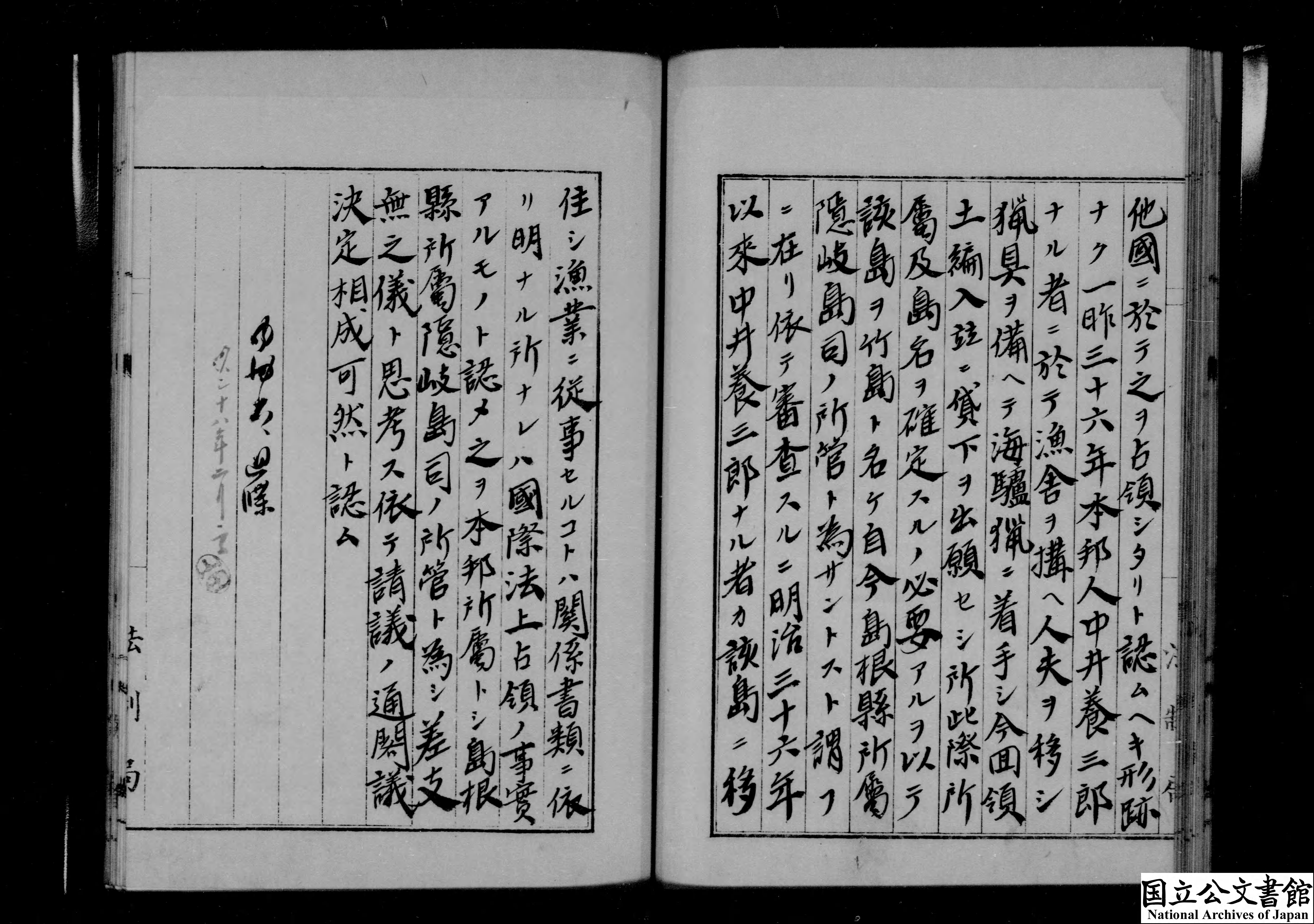
2,3ページ

日本政府は、竹島であしか漁を営む国民個人からの領土編入貸下願を契機に、1905年1月28日閣議決定をもって島根県への編入を決定し、同年2月22日、島根県知事松永武吉により告示された。同5月、松永知事は、竹島を官有地台帳に登録し、同6月あしか漁許可、翌1906年3月に県は実地調査も行う。同7月以降漁業者に貸し付けて歳々官有地使用料を徴収。
日本の竹島編入措置は、国際法のいう先占によった。先占の要件は、対象地が無主地であること、国家の領有意思をもってする実効占有である。
閣議決定文
無主地
無主地という点については、
- 1) 17世紀末に民間の朝鮮人（安龍福）が個人的な地理認識を持ったとしても、朝鮮政府は実地の知見すらなく、また于山島を竹嶼と示す資料などもあり、資料的かつ歴史的な領土認識においても、不確証である。韓国にはそもそも歴史的な権原というべきものの存在が推定の範囲を出ない。
- 2) 1900年に大韓帝国が勅令で「石島」を鬱陵島の行政管轄権に入れており、韓国は石島が今日の竹島と主張するが、石島が現在の竹島である明確な証拠は何もない。

これらはいずれも領土権の確立に充分とは言えず、無主地の要件は満たされる。
国家の領有意志
日本の領有意思は、閣議決定、県知事告示（新聞でも報道）、先占以降の主権者としての行為により明示される。
実効占有
実効的な占有については、国家は私人の行為の追認をもって国家占有とできるので、日本は閣議決定で追認を行い、かつ国有地台帳への登載、あしか漁業許可、 国有地使用料の継続徴収など国家占有の行為があり、「国家権能の平穏かつ継続した表示」を継続していた。（なお韓国による軍事占領は「国家権能の平穏かつ継続した表示」には当たらない）以上、伝統的な領土取得方法としての「先占」の要件が具備されたほか、1905年の日本による竹島編入について、韓国側は「法的に不十分な手続きで、秘密裏に行われたもので非合法」とするが、当時の国際法から見ても、また先占の要件を満たしていることからも十分に合法であり、また「秘密裡」という表現は当時の告示と報道からしても当たらない。なお、判例においては「秘密裏に実効支配をすることはできない」とされており、特定の編入手続きではなくその実効性が争点となる。
通知義務
実効性以外に通知の手続きを要するとの主張がなされることがあるが、パルマス、クリッパートンの判例において通知義務は否定され、通知義務を支持する国際法学者もごく少数である。
1877年に陸軍や1882年に地理省が制作した『大日本全圖』には、二つの島は日本領から除かれている。
| 韓国の主張の概略 | 日本の主張の概略 |
| --- | --- |
| 1870年、日本の「朝鮮国交際始末内探書」に「竹島松島朝鮮附属ニ相成候始末」の記述がある。この時日本人の呼ぶ「竹島」は鬱陵島で、「松島」は独島（現在の竹島）である。日本は独島を朝鮮領と認めている。当時の韓国地図は全て絵図であり、正確な距離などは記されなかった。 | 「朝鮮国交際始末内探書」の「竹島松島朝鮮附属ニ相成候始末」は明治政府が朝鮮の古文献を調査した結果で、朝鮮の文献では于山島を松島としている。于山島は朝鮮の多くの古地図より鬱陵島の西や北そして次第に現在の竹嶼を描いているので、この松島は現在の竹島でないことは明白である。 |
| 1877年、日本は太政官指令により「竹島外一島之義本邦関係無之義ト可相心得事」としている。またその経緯を纏めた太政類典第二編にも「日本海内竹島外一島ヲ版圖外ト定ム」としている。「竹島」が鬱陵島で「外一島」が独島（現在の竹島）であることは「日本海内竹島外一島地籍編纂方伺」に添付された「磯竹島略図」や本文から明らかであり、日本はこの時独島を朝鮮領としている。 | 日本の太政官指令にある「竹島外一島」は当時島名がはっきりしなかった島である。江戸末期、当時の竹島（現在の鬱陵島）や松島（現在の竹島）の位置を誤って記録した経緯度入りのヨーロッパの地図が日本に入り、実在しない位置に描かれている島を「Takasima」、現在の鬱陵島を「Matsusima」、現在の竹島を「Liancourt Rocks」などとしていたため、明治初期の日本地図もこれに倣って作成されている。「竹島外一島」はこの実在しない位置の「竹島」と鬱陵島であり、これを版図外とした。 したがって本来の松島（現在の竹島）との誤解を避けるため松島の名称は使わず「竹島外一島」としている。 |
| 1877年の陸軍、1882年の地理省、が制作した『大日本全圖』では、松島が日本領から除かれている。そして、1882年に日本が製作した『朝鮮国全図』や『新撰朝鮮国全図』にその二島を描いている。即ち日本が松島（現在の竹島）を島根県に編入する1905年以前、松島（現在の竹島）を朝鮮領としている。 | 『朝鮮国全図』の竹島は存在しないアルゴノート島のことで、この松島は鬱陵島のことである。当時の日本の地図は全て鬱陵島を松島としている。下部に描かれている日本の位置からもこの地図の松島は鬱陵島であり、大きさや形も鬱陵島に近く現在の竹島とは全く違う。この地図には経度も記入されておらず、緯度も大きくずれており、当時、竹島と松島の位置が混乱していたことがよく分かる。 また、の1875年に製作された『大日本国郡全図』では、「隠岐」の離島として竹島（鬱陵島）と松島(現在の竹島）を描いており、日本が松島(現在の竹島）を島根県に編入する1905年以前の明治期に、鬱陵島と現在の竹島を日本領とする地図が存在する。 |
| 1900年に皇帝高宗より発せられた大韓帝国勅令で「石島を鬱陵郡に属す」としている。『高宗実録』1882年條によれば、それまで現在の竹島の名称であった「于山島」を高宗が一時的に日本式名称の「松島」に変更している。その後、移住政策によって全羅道の人々が鬱陵島に移住した。全羅道の人々は現在の竹島を「トクソム（石島）」と呼んだ。全羅道の方言ではトル（石）はトクに変るためだ。これが大韓帝国勅令第41号の中の「石島」である。トクは同じ発音である「独」に置き換えられ、ソムも音読みである「ト」に変更し、トクト（独島）という名称が生まれた。すなわち、「石島」こそが独島（現在の竹島）である。日本側に勅令の石島は観音島ではないかとの主張があるが、観音島は、「観音島」以外にも「島項」、「カクセソム」という別名もあったため、不明確な石島という名称を使う必要はなかった。 また、日本外務省アジア局第二課の書いた『竹島漁業の変遷』(16)に載る「奥村亮口述書」によると、漁師の奥村氏は1953年7月11日の口述で、「当時、朝鮮人は、ランコ島(竹島)を独島(トクソン)と呼んでいた。ただし、 日本人と会話するときには「ランコ」島と呼んでいた。」と述べた。 これを見ると、日本統治時代の鬱陵島住民たちが竹島を独島、石島(トクソン)と呼んだことが分かる。 それが石島という正式名称で反映されたのだ。 | 大韓帝国勅令の石島が現在の竹島であるという証拠は存在せず、発音による名称の変化は想像に過ぎない。「石島」から「独島」に漢字表記が変更されたことを示す文書も発見されていない。大韓帝国勅令では「鬱陵全島と竹島石島」としており、この「竹島｣が鬱陵島最大の付属島の竹嶼（韓国名の竹島）であり、朝鮮の古地図を見ても「石島｣は2番目に大きい現在の観音島である可能性が高い。観音島は他にも別名があり名称が不確定であった。また、この勅令はあくまでも鬱島郡の行政範囲を示し、大韓帝国の官制・地方制に位置づけたものであり、領土編入のために発せられたものではなく、地図や経緯度も付されていない。 |
| 『大韓地誌』や『大韓新地志』の著者は民間の学者であり、官製図書ではない。そのため当時の公的な見解とはみなされない。さらにその後記から、これらの地理書は日本の地理書を翻訳した翻訳書であることが明確であるため、独島領有権とは無関係である。 | 『大韓地誌』（ 1899年）と『大韓新地志』（1907年）の記載には、「鬱島郡の行政地域は東経130度35分から45分までである」としている。竹島はその行政区の外131度55分にあり、当時の韓国は竹島を韓国領としていなかった。また『大韓地誌』の大韓帝国の領域は東経130度35分までと記しており、現在の竹島はもとより鬱陵島も大韓帝国領としていない。この頃の韓国の東端を示す資料は全て東経130度33分〜58分に入っており、現在の竹島を韓国領としていない。 |
| 1905年の時点で現在の竹島が無主地であったという日本側の主張は1905年以前は日本の領土ではなかったという意味でもあり、現在の日本政府の「竹島固有領土説」を自ら否定するという論理的矛盾に陥っている。1905年、独島（現在の竹島）は無主地ではなかった。日本がまだ独島を「リャンコ島」と外国名で呼んでいたころ、韓国は少なくとも1904年には「独島」という韓国固有の名称をもっていた。従って韓国側に領有権が認められる。日本は、「独島」という名称が1905年の竹島編入までに存在したことを日本に不利と判断し、敗戦以降、連合国側にひたすら「独島」という韓国側名称を隠し続けた。その証拠文書が残っている。 | 現在の竹島は江戸時代より長らく「松島｣と呼ばれ、幕府の許可を得て日本人により利用されてきた。幕末に西洋から鬱陵島を「松島」、松島を「Liancourt Rocks」とした誤った近代的地図が入ってきたため幕末から明治初期にかけ一時的に「リャンコ島」などと呼ぶことがあった。明治政府は過去に一度たりとも朝鮮領であったことがないことを再確認し、無人島である松島を所有者のいない無主地として島根県へ編入した。1905年の時点で竹島が無主地であったとは、どの国籍の者も常住しておらず所有権を直接行使するものが存在していないという意味であり、韓国側の見解は曲解である。韓国が日本の「無主地先占」を論駁するには、それに先立ち竹島（独島）が韓国領であった事実を実証しなければならない。しかし、韓国側には、竹島の領有権を主張できる歴史的権原はない。 |
| 戦争のためには韓国のいかなる土地、施設も日本は接取できるという1904年2月の日韓議定書（第4条）以降、これを盾にとった日本軍による独島（現在の竹島）の侵略が始まった。日韓議定書によって法的に韓国全土を制圧される中で、独島は強制的に、そして秘密裏に日本に編入された。日露戦争中の1905年1月の日本による竹島編入は、日露戦争を口実にした日本の軍国主義による韓国侵略の象徴である。もし日本領であったなら編入する必要はなかった。 | 日本の竹島（現在の竹島）の編入は、中井養三郎の島の貸付願いによるものである。現在の竹島は日本が島根県に編入するまで他国に実効支配されたことがないことは当時入念に調査されており、1905年1月の竹島の編入手続きは、国際法に照らしても全く合法的である。韓国側の侵略との指摘は正当な手続きのはしごを故意に外そうとするもので、国際秩序への不毛な挑戦である。 |
| 1906年3月に韓国政府は独島（竹島）の島根県編入を知った後、独島を日本領というのは全くの事実無根であるという指令第3号を命令したが、1905年11月に締結された第二次日韓協約によって大韓帝国は外交権が事実上奪われていたため、日本軍が敗戦するまで直接的な抗議は難しかった。大韓帝国の高宗は1907年3月にオランダのハーグで行われた万国平和会議に密使を送って密書を公表しようとしたが、阻まれた。会場外で朗読された高宗の密書には「皇帝は一毛の主権も他国に譲与してはいない」という一文が入っており、これは独島のような小さな領土も日本に渡してはいないという高宗の強力な意思の表現であった。1943年のカイロ宣言では「日本が暴力および貪欲により略取した他の一切の地域」の日本からの排除を謳っている。 | 1905年11月の第二次日韓協約が対象とするのはあくまで「第三国」との外交権であり、抗議そのものは十分に可能だったが、韓国は日本に対して全く抗議していない。また、竹島はカイロ宣言に記された「暴力および貪欲により略取した」地域にはあたらない。さらに、日本はカイロ宣言は受諾しておらず、連合国48か国とのあいだにサンフランシスコ平和条約を結んでいる。 |

### 終戦後 サンフランシスコ平和条約締結までの竹島の扱い

#### GHQ677・1033号覚書
GHQ の「連合国軍最高司令官総司令部覚書」677号 (Supreme Command for Allied Powers Instruction Note No.677)　「若干の外郭地域を政治上行政上日本から分離することに関する覚書」では、日本の領土は北海道・本州・九州・四国およびその隣接する島々とされ、鬱陵島や済州島などを除外するとした。その除外される島のリストに彼らが Liancourt Rocks と呼んでいた竹島が含まれていた。 また、同1033号「日本の漁業及び捕鯨業に認可された区域に関する覚書」でも、日本漁船の活動可能領域（これを「マッカーサー・ライン」という）からも竹島は除外されている。韓国はこれらを根拠に、李承晩ラインを制定して日本漁船を排除する線を引き、ライン内部に立ち入った日本漁船に対して拿捕・銃撃を行ったとその正当性を主張している。

#### シーボルド勧告

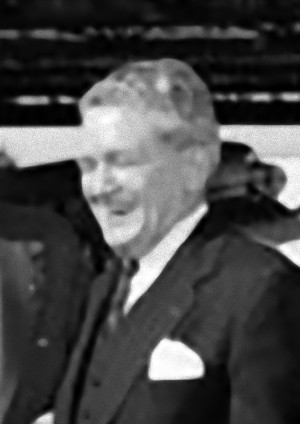
ウィリアム・J・シーボルド

1947年3月19日版のサンフランシスコ平和条約草案では「日本は済州島、巨文島、鬱陵島、及び、竹島を放棄すること」と記載があったが、1949年11月14日のウィリアム・ジョセフ・シーボルド駐日政治顧問による竹島再考勧告において、日本側の主張が正当であるとし竹島の記載は削除された。その次の草案では竹島は連合国の合意として再び日本が放棄する島々となったが、その後1951年の最終版まで、竹島を日本が放棄する島々より削除している。そして竹島は韓国領土条項から削除された。

#### ラスク書簡

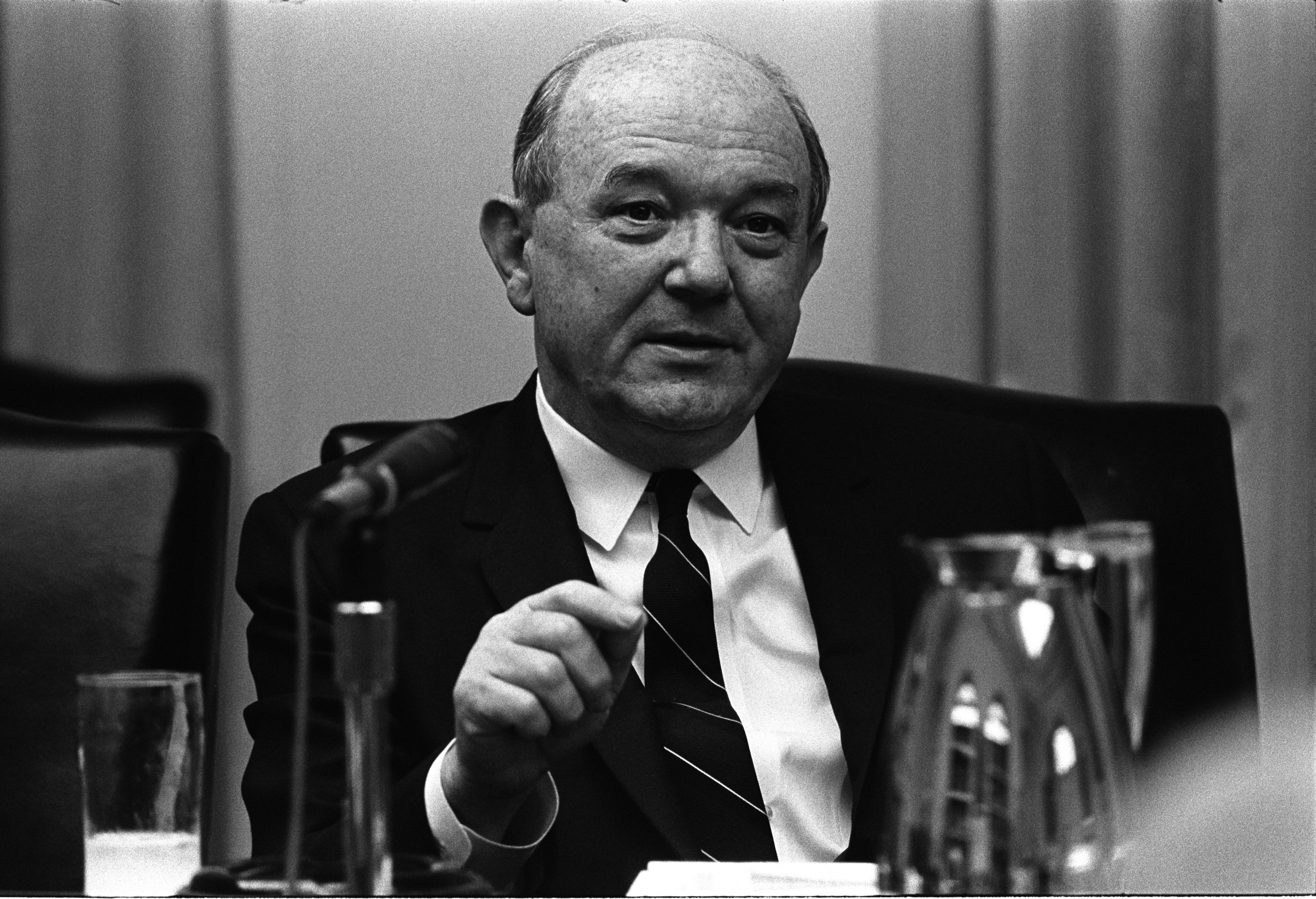
ディーン・ラスク

1951年、韓国政府はアメリカ政府へ、竹島と波浪島（実在しない島）を日本の放棄領土とすることを要望するが、同年（昭和26年）8月10日、アメリカ政府は、国務次官補ディーン・ラスクより、竹島は日本領であることを韓国政府に最終的な回答として提示した。しかし、翌1952年1月18日に韓国が李承晩ラインを宣言した。
日本政府はこのラスク書簡によって「竹島は日本の領土」というアメリカ政府の意向が韓国政府に示されたと解釈している。

#### その他交文書等
1951年5月にイギリスとオランダが行ったサンフランシスコ平和条約作成についての会合の中で、竹島を日本領とするアメリカの提案に同意した事を示す公文書や、同年7月にオーストラリア外務省が釜山駐在の外交官に宛てた電報が存在する。

#### サンフランシスコ平和条約締結
1951年に締結されたサンフランシスコ平和条約の第2条(a)項において、「日本国は、朝鮮の独立を承認して、済州島、巨文島及び鬱陵島を含む朝鮮に対するすべての権利、権原及び請求権を放棄する」とあり竹島を日本の放棄する島から除外している。
| 韓国の主張の概略 | 日本の主張の概略 |
| --- | --- |
| 竹島を日本から切り離すことは連合国側共通の了解事項であり、1946年1月に出されたGHQのSCAPIN 677号で竹島の除外が明記されている。また1946年6月に出されたマッカーサー・ラインを示すSCAIN 1033では竹島周囲12海里以内を日本の操業区域から除外している。 | 1946年1月に出されたSCAPIN 677には「この指令中のいかなる規定もポツダム宣言の第八条に述べられている諸諸島の最終的決定に関する連合国の政策を示すものと解釈されてはならない」とあり、SCAPIN 1033にも「この認可は、関係地域またはその他どの地域に関しても、日本の管轄権、国際境界線または漁業権についての最終決定に関する連合国側の政策の表明ではない」との文言が盛り込まれている。従って、SCAPIN 677、1033によって除外されていた日本の島々（小笠原諸島、奄美群島、琉球諸島）は、後にアメリカより返還されている。SCAINはアメリカの対日占領政策の一時的措置である。 |
| SCAPIN 677 にある「この指令中のいかなる規定もポツダム宣言の第八条に述べられている諸諸島の最終的決定に関する連合国の政策を示すものと解釈されてはならない」との文や、SCAPIN 1033の「この認可は、関係地域またはその他どの地域に関しても、日本の管轄権、国際境界線または漁業権についての最終決定に関する連合国側の政策の表明ではない」との文は、必要あれば修正することができる可能性を残したものに過ぎず、その後、竹島を日本領と修正した指令は発表されていない。 この規定は最終決定ではないとされるが、サンフランシスコ条約はこの決定を継承した。継承しなかったならば、竹島は日本領になったという明記が必要であった。 | 1946年の日本とGHQとの会談の中で、GHQはSCAPIN 677について「鬱陵島は第二十四軍団の指揮下に在り従って本指令に依る日本の範囲の決定は何等領土問題とは関連を有せす之は他日講和会議にて決定さるへき問題なり」と回答している。 |
| アメリカ駐日政治顧問シーボルドは当時占領国であった日本には正式な大使を置けないために政治顧問という肩書であったが、事実上その後の駐日アメリカ大使の役割を担った。当時の吉田茂内閣は、このシーボルドに対して徹底的なロビー工作を行ったとされる。シーボルドの妻が日系人であったことが、彼に対する日本政府のロビーをより促進させる要素にもなったという。シーボルドは日本側のロビー活動により、さらに竹島が日本領土となればそこに日本がレーダー基地や気象観測基地をアメリカのために建てるという約束を受け入れ、竹島を日本領にすることがアメリカの国益に一致するという点で日本政府の要求を受け入れた。シーボルドが竹島を日本領土とすべしという電報をアメリカ国務省に送ったのは、外交交渉から韓国が除外されていた間に起きた日米間の密約に過ぎない。また、これが竹島が日本領となったという決定的な証拠にはならない。なぜなら韓国には3000以上の小島が存在するが、そのすべてが韓国領土条項には記載されなかったからである。イギリスが1951年4月に作成した草案には竹島が日本の領土から明確に除外されている。連合国の中で当時一時的に竹島を日本領と主張したのはアメリカだけであり、イギリス、オーストラリア、ニュージーランドなどのイギリス連邦諸国は、竹島を韓国領とするイギリス草案を支持していた。 | アメリカ駐日政治顧問シーボルドからウィリアム・ウォルトン・バターワース国務次官補への1949年11月14日付電報で「リアンクール岩（竹島）の再考を勧告する。これらの島への日本の主張は古く、正当なものと思われる。安全保障の考慮がこの地に気象およびレーダー局を想定するかもしれない」と指摘し、「朝鮮方面で日本がかつて領有していた諸島の処分に関し、リアンクール岩（竹島）が我々の提案にかかる第3条において日本に属するものとして明記されることを提案する。この島に対する日本の領土主張は古く、正当と思われ、かつ、それを朝鮮沖合の島というのは困難である。また、アメリカの利害に関係のある問題として、安全保障の考慮からこの島に気象およびレーダー局を設置することが考えられるかもしれない」との正式な文書による意見書の提出を受け、1949年12月29日付サンフランシスコ講和条約草案では日本の領土に竹島が含まれることを明記している。 |
| 1951年6月20日には駐韓米軍ジョン・ブライトリング・コウルター中将が書信を通じて韓国の張勉首相にアメリカ空軍がこの島を訓練用で使えるようにしてくれと要請した。7月7日駐韓米第8軍陸軍副司令官室が駐韓米司令官に送った報告書に“張勉総理だけでなくこの島を管轄する内務長官もこれを承認した”と言及している。これはアメリカが竹島＝独島を韓国領と認めていた証拠である。 | 駐韓米軍の要請は、当時竹島周辺はマッカーサー・ラインにより日本の施政権から一時的に外されていたので、ここに入ってくる韓国人に対し排除を要請したに過ぎない。1952年4月のサンフランシスコ平和条約発効によりマッカーサーラインは廃止、1952年7月には日米安保条約に基づく行政協定において竹島を爆撃演習地とすることが日米間で合意されている。 |
| アメリカ国務省のディーン・ラスク次官補が、1951年8月10日付で在米韓国大使館宛に送った書簡は、連合国の承認を受けていない米国のみの見解である。従って、この書簡は連合国の決定とは見なせず、サンフランシスコ条約の結論とは見做せない。 | 1951年、韓国政府はアメリカ政府へ、竹島と波浪島（実在しない島）を日本が放棄する領土とすることを要望するが、同年8月10日、アメリカ政府の国務次官補ディーン・ラスクは、竹島は日本領であることを韓国政府に最終的な回答として提示している。 |
| 1951年9月8日に署名されたサンフランシスコ平和条約は、「日本国は、朝鮮の独立を承認して、済州島、巨文島及び鬱陵島を含む朝鮮に対するすべての権利、権原及び請求権を放棄する」と規定しているが、その他の付属島ついてまでは述べられていない。竹島（独島）は古来より鬱陵島の属島であるので、連合国は韓国領であることを認めている。 | サンフランシスコ平和条約において、「日本国は、朝鮮の独立を承認して、済州島、巨文島及び鬱陵島を含む朝鮮に対するすべての権利、権原及び請求権を放棄する」と規定しており、「竹島」を日本が放棄する地域に含めていない。 |

### サンフランシスコ平和条約締結後

#### ラスク書簡の再通知
サンフランシスコ平和条約後、日米安保条約に基づく行政協定において1952年7月に竹島を爆撃演習地とすることが日米間で合意されたが、日米に無断で竹島へ調査をしていた韓国人が爆撃に遭遇し韓国政府がアメリカに抗議を行った。韓国の抗議書簡において「韓国領の独島」とされていたことに対して、1952年12月4日に釜山のアメリカ大使館は「アメリカの竹島の地位に関する認識はラスク書簡の通りである」と韓国外務部に再度通知を行った。しかし、1955年に韓国外務部が作成した「獨島問題概論」では、このラスク書簡に触れた部分を「etc.」で省略したアメリカ大使館の書簡を掲載したことが確認されている。また、韓国の国際法学者である金明基は、この韓国政府によって隠滅されたアメリカ大使館の書簡によってアメリカの意思が「独島は韓国の領土」と変更されたものとし、ラスク書簡が無効との論拠としている。

#### ターナー覚書
東京領事ウィリアム・テイラー・ターナーは、1953年11月30日付けで「リアンクール論争に関するメモランダム」を本省に提出した。ターナーはこの覚書でまず、ポツダム宣言とラスク書簡をもとに竹島問題にアメリカが不可避的にかかわるべき、というアリソン大使の態度に反対し、この問題に介入すれば「敗者側に永遠の憤りをもたらすだけにおわる干渉」(which could only create lasting resentment on the part of the loser) となるので、不介入で中立政策を採るアメリカ政府の立場を支持する。ターナーによればこの件は、ソ連が占領した色丹島問題と似ている。アメリカは「色丹島が日本の主権に属する」と公式に声明したが、日本はアメリカに対して安保条約に基づく武力行使を要請してこなかった。したがって竹島問題についても、日本人が安保条約を呼び出すのではないかと過度に不安になる必要はない。ただし、「遅かれ早かれ、日本人はラスク書簡について嗅ぎ付け (Sooner or later the Japanese will get wind of the Rusk letter)」、我々がそれを知らさなかったことに憤慨するであろうから、ここで手を打っておいたほうがいい、として以下の行動を提案する。それは韓国側にラスク書簡を示し、それが受け入れられないならば日本と和解するか、国際司法裁判所で解決することを勧める。そして衝突がこれ以上続くならば、ラスク書簡を公にしたうえで、この件の仲介から手を引く、というものである。

#### ヴァン・フリート特命報告書

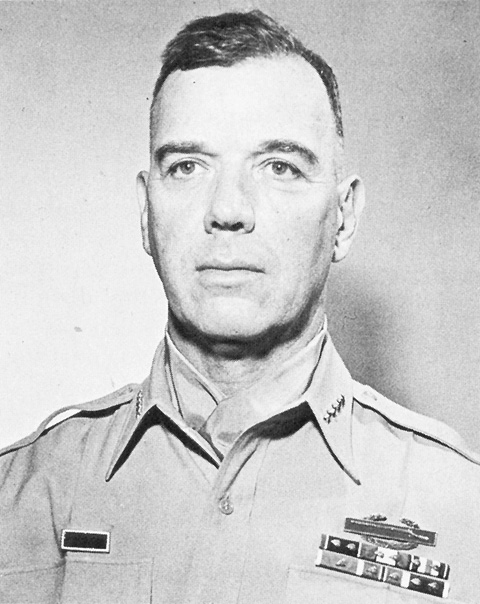
アメリカ陸軍司令官
ジェームズ・ヴァン・フリート

1954年、アメリカのドワイト・D・アイゼンハワー大統領の特命大使としてアジアを訪問したジェームズ・ヴァン・フリートの特命報告書には、「竹島が日本の領土であること、アメリカの紛争への不介入、国際司法裁判所への付託提案」について書かれ、非公式に韓国政府へ伝達したことが報告されており、竹島を日本領とするシーボルド勧告を追認している。
要旨
- 一方的な海洋主権宣言（李承晩ライン）は違法。
- アメリカ政府はサンフランシスコ講和条約において竹島は日本領土であると結論している。
- この領土問題は国際司法裁判所を通じて解決されることが望まれる。

#### マッカーサー2世による電報

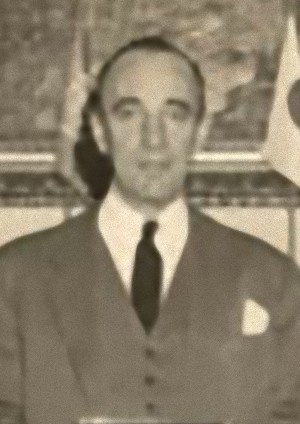
ダグラス・マッカーサー2世

8年間続いた韓国の李承晩体制が終焉を迎えた1960年、次の政権に移行するときに当時駐日アメリカ大使であったダグラス・マッカーサー2世が、本国国務省に向けて日韓関係改善のためにアメリカが行うべき行為を機密電文で提言している。この電報には、明確に「日本の領土である竹島」を日本に返還させるよう韓国政府に圧力を加えるべきである、と記載されており、1960年当時でさえアメリカはラスク書簡当時と変わらぬ認識であったことが確認できる。同時に、李承晩の外交を「野蛮な人質外交」と非難し、（李承晩ラインによる拿捕によって）人質となった日本人漁民を解放させるように圧力をかけるべき、とも記されている。また、（李承晩後の）新体制になっても姿勢が変わらない場合は、最低限、この件を国際司法裁判所に付託し、仲裁を求めることに合意するよう主張すべきである、という提言も付されている。
要旨
- 韓国に違法に拿捕された日本人漁師の人質を全員解放させること。
- 日本の漁船を公海上で拿捕する行為をやめさせること。
- 韓国に人質外交 (hostage diplomacy) をやめさせること。
- 不法占拠された竹島を日本に返還させること。
- 竹島が日本に返還されるまで、日韓全体の和平が決着することはない。

#### 国際法上における主権移転
国際法上、一時的な占領は主権の移転を意味せず、たとえ占領等により主権が著しく毀損されていたとしても元の保有国の同意がなければ、主権の移転は発生しない。主権の移転には、戦後の処置に関して連合国が竹島の放棄を日本に要求すると共に、日本が竹島の権原や主権の放棄に同意することが重要となる。
| 韓国の主張の概略 | 日本の主張の概略 |
| --- | --- |
| 1952年10月、駐韓アメリカ大使館は竹島は韓国領土であるという声明を行った。これは当時の国際法から見て、竹島が韓国領であり、4月にすでに発効していたサンフランシスコ条約においても竹島は韓国領という解釈がされていたことを物語っている。 その後、駐韓米国大使館は米国務省の秘密文書で、竹島が日本領であるとするラスク書簡の存在を初めて知ることとなる。これはラスク書簡が米国務省の秘密文書であり、国際的には承認されておらず無効であったことを示す。 その後、米国は韓国政府の要請により、日本の意見を聞かず、1952年12月24日に竹島を爆撃練習場から外し、1953年1月20日に韓国政府に通知した。日米合同委員会には2か月遅れの1953年3月19日に通知した。 この事件は、米国が戦略的には竹島が日本領だという立場だが、同時に韓国の主張も受け入れたことを示す。 その後、在韓米国大使館は、現在まで竹島問題に対して立場を明確にすることを回避している。韓国内の米軍基地内では、竹島問題に関して言及することが原則的に禁止されている。1954年のヴァン・フリート特命報告書などもアメリカだけの意見に過ぎない。拘束力は全くない。 | 韓国政府はサンフランシスコ平和条約後もアメリカに対し「竹島が日本により放棄された領土である」と認めるよう要望書を提出するが、1952年11月5日、米国務省は駐韓米国大使に宛てた書簡において、SCAPIN 677に関する韓国の主張に触れ「SCAPINは日本の施政を停止したものであり、永久的な日本の主権行使を排除したものではない」と回答している。 1952年11月27日の駐韓米国大使館通牒では、アメリカはラスク書簡に基づき韓国の要望を拒否している。 また1954年のヴァン・フリート特命報告書ではサンフランシスコ平和条約に基づき竹島は日本領としているほか、この問題を国際司法裁判所によって解決するよう促している。 |
| 1960年の駐日アメリカ大使ダグラス・マッカーサー2世による「日本の領土である竹島を日本に返還させる」といった主張（機密電文3470号）は、駐日大使の日本側に立った主張にすぎず、竹島問題においてなんら日本側に竹島領有の法的根拠を与えない。 | 駐日アメリカ大使ダグラス・マッカーサー2世は、「日本の領土である竹島」を日本に返還させるよう韓国政府に圧力を加えるべきであるとしているほか、李承晩の日本漁船の大量拿捕を「野蛮な人質外交」と非難している。また国際司法裁判所への付託も提言している。（機密電文3470号を参照） |
| 紛争を国際司法裁判所に付託するという日本政府の提案は、司法的な仮装で虚偽の主張をするまた一つの企てに過ぎない。韓国は、竹島に対して始めから領土権を持っており、この権利に対する確認を国際司法裁判所に求めなければならない理由は認められない。竹島にはいかなる紛争も存在しないのに擬似領土紛争を作り上げ、竹島問題を国際司法裁判所に是が非でも引きずっていこうというのは、まさに日本の竹島侵奪戦略に過ぎない。国際司法裁判所への付託拒否は韓国の国際法的権利である。 | 日本政府も国際司法裁判所による解決を韓国側に幾度も提案してきたが、韓国側は国際司法裁判所への付託を拒否し続けているばかりか、提案の親書さえ受け取らない。韓国は国際法上何ら根拠がないまま竹島を不法に軍事占拠しており、韓国のこのような不法占拠によって行ういかなる行為も法的な正当性を有しない。 |

## アメリカ合衆国の立場
ラスク書簡、ヴァン・フリート特命報告書などで示されている通り、アメリカは竹島は日本領であるとの立場を示していた。しかしながら、アメリカにとっては韓国も日本も同盟国であるため、この問題は国際司法裁判所での裁定や話し合いによって解決されるべきという立場であり、この問題に対する見解を表明することには消極的である。
国務省の外交公電によると、2006年4月にはジョン・トーマス・シーファー駐日大使が谷内正太郎外務事務次官と面談した際に竹島問題について言及し、日本を「国際法の許容範囲内で権利行使をしている」と擁護した。また韓国を「非理性的に行動している」と非難した。1952年10月に発行した海図において対馬は「Tsushima」と表記されている。
2011年の日韓での竹島問題の再燃に際して、アメリカ国務省は8月2日、両国に自制を促し、 米国務省トナー報道官は「リアンクール岩礁の主権について私たちは（特別な）立場を持っていない」ともした。
2014年、アメリカ国務省領事局は、韓国旅行情報ページからは竹島を消し去り、日本領土との姿勢を示した。同時に日本海についても韓国の主張する「東海」標記から「日本海」と改めた。
2015年は、アメリカ中央情報局（CIA）が作成する「ザ・ワールド・ファクトブック」は竹島をリアンクール岩礁の名称で、日本の地図に「1954年に韓国に占領されたリアンクール岩礁に対して韓国と日本が領有権を主張している」の説明と共に表記している（韓国の地図には、「独島」および「リアンクール岩礁」の表記はない）。
アメリカ地名委員会のウェブサイトの地名データベースでの登録情報では、Liancourt Rocksは「Geopolitical Entity Name」「First-Order Administrative Division Name」の項目が「South Korea」となっている。

## 平和的解決への模索
竹島領有権問題に関して、これまで日本政府は4度、国際司法裁判所 (ICJ) への付託を韓国側に提案してきたが、いずれも韓国は拒否し続けている。
- 日本政府は1954年9月25日に韓国に対し ICJ への付託を提案したが、紛争地域ではないという理由で韓国は拒否。
- 1962年3月に行われた日韓外相会談の際にも、日本の小坂善太郎外相が ICJ 付託を提案したが、韓国の崔徳新外務部長官は拒否した[80]。
- 1962年11月に訪日した金鍾泌中央情報部長に対して、大平正芳外相が竹島問題を ICJ に委ねることを提案したが、これも拒否された[81]。

（この時までの韓国は国際連合に加盟していなかったが、加盟していない国でも国際司法裁判所に付託することは可能であった。）
- 2012年8月21日、韓国の李明博大統領が竹島に上陸したことから、日本はこれに反発して韓国に対し ICJ に合意付託すること及び日韓紛争解決交換公文に基づく調停を行う提案をしたが、同月30日、韓国政府より応じない旨を口上書で日本政府に回答した。

ICJへの付託は、義務的管轄権がない紛争の当事国が拒否すれば裁判を行うことができない。韓国はこの義務的管轄権を受諾しておらず、韓国政府が付託に同意しない限り竹島領有権紛争を ICJ で解決することはできない。しかし、裁判の手続きはできなくとも付託は当事国の一方のみでも可能であることから、この問題を世界に提起する意味で日本だけでも付託すべきだという考えもある（現在まで日本は付託を一度も行っていない）。 これまでに領土問題を ICJ で解決した事例は世界で16件に上るため、日本政府は韓国に対し竹島の一方的な占拠をやめてICJによる平和的解決をするよう要望している（国際司法裁判所で解決した領土紛争を参照）。
日本による国際司法裁判所への最初の付託提案を、韓国側は1954年10月28日の公文で、以下のようにと述べている。
| 紛争を国際司法裁判所に付託するという日本政府の提案は、司法的な仮装で虚偽の主張をするまた一つの企てに過ぎない。韓国は、独島に対して始めから領土権を持っており、この権利に対する確認を国際司法裁判所に求めなければならない理由は認められない。いかなる紛争もありえないのに擬似領土紛争を作り上げるのは、まさに日本である。 |

しかしながら、紛争の存否は、客観的判定または当事者間の合意によって決定されるのであり、紛争当事国の一方が「存在しない」と言えば紛争が無くなるわけではない。ICJ 判決でも国際領土紛争の存否は客観的に判断されるべきことが確認されている。